# Liste der Personenbahnhöfe in Baden-Württemberg

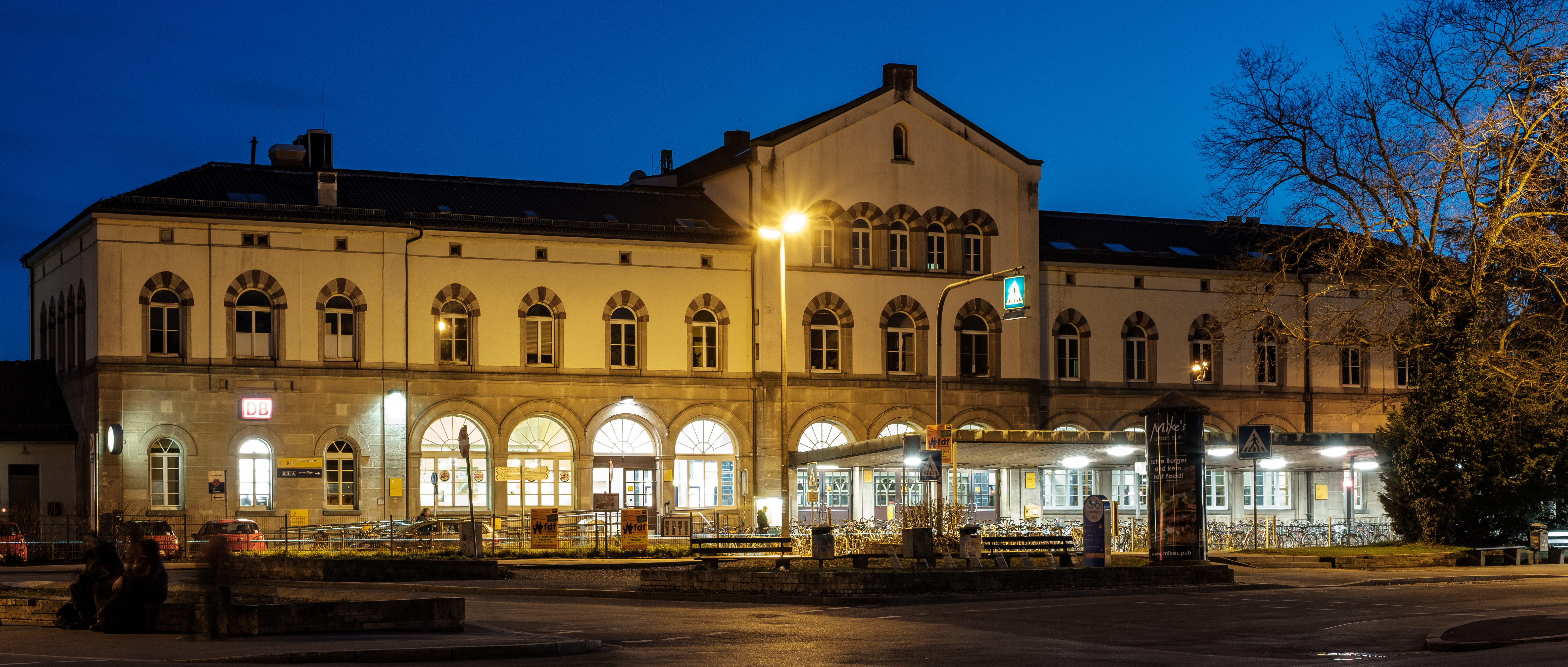
Empfangsgebäude des Tübinger Hauptbahnhofs

Die Liste der Personenbahnhöfe in Baden-Württemberg enthält alle Bahnhöfe und Haltepunkte in Baden-Württemberg, die derzeit vom Schienenpersonenfernverkehr (SPFV) oder Schienenpersonennahverkehr (SPNV) bedient werden. Es wird außerdem die Preisklasse (bis 2017: Bahnhofskategorie) (falls der Bahnhof im Eigentum der DB Station&Service ist), die Anzahl der Bahnsteiggleise, die zugehörige Gemeinde, die anliegenden Strecken und die Art der Betriebsstelle angegeben.

## Legende
Die Liste ist wie folgt unterteilt:
- Bf-Nr: Hier wird bei Bahnhöfen der Deutschen Bahn die interne Bahnhofsnummer angegeben. Bei Bahnhöfen anderer Gesellschaften wird der jeweilige Betreiber angegeben.
- Station: Hier wird der aktuelle Name des Bahnhofs oder Haltepunktes gemäß dem Betriebsstellenverzeichnis angegeben.
- PK.: Die Spalte zeigt bei Stationen der DB die Preisklasse an.
- FV: Station des Fernverkehrs (Intercity-Express, EuroCity-Express, TGV, EuroCity, Intercity)
- RV: Station des Regionalverkehrs (Regional-Express, Regionalbahn, Privatbahnen)
- S: Station eines S-Bahn-Systems
- Gl.: Hier wird die Anzahl der Bahnsteiggleise des Bahnhofs angezeigt.
- Gemeinde: Hier wird die Stadt oder Gemeinde aufgeführt, in der sich der Bahnhof befindet.
- Art: Hier wird die Art der Betriebsstelle wiedergegeben, also Bahnhof (Bf), Bahnhofsteil (Bft) oder Haltepunkt (Hp).
- Strecke: Im Personenverkehr betriebene Strecken, an denen die betreffende Station liegt.

## Stationen

### A
| Bf-Nr. | Station                  | PK (2023) | FV | RV | S | Gl. | Gemeinde       | Art | Strecke(n)                                                           |
| ------ | ------------------------ | --------- | -- | -- | - | --- | -------------- | --- | -------------------------------------------------------------------- |
| 0002   | Aalen Hbf                | 3         | FV | RV |   | 5   | Aalen          | Bf  | Aalen–Ulm Stuttgart-Bad Cannstatt–Nördlingen Aalen–Dillingen (Donau) |
| 0006   | Achern                   | 4         |    | RV | S | 4   | Achern         | Bf  | Mannheim–Basel Achern–Ottenhöfen                                     |
| 0014   | Adelsheim Nord           | 6         |    |    | S | 2   | Adelsheim      | Hp  | Neckarelz–Osterburken                                                |
| 0015   | Adelsheim Ost            | 6         |    | RV |   | 2   | Adelsheim      | Hp  | Würzburg–Stuttgart                                                   |
| 0018   | Affaltrach               | 6         |    |    | S | 2   | Obersulm       | Hp  | Crailsheim–Heilbronn                                                 |
| 8168   | Aglasterhausen           | 7         |    |    | S | 1   | Aglasterhausen | Hp  | Meckesheim–Neckarelz                                                 |
| 0021   | Aha                      | 6         |    |    | S | 2   | Schluchsee     | Bf  | Titisee–Seebrugg                                                     |
| 0035   | Aichstetten              | 6         |    | RV |   | 2   | Aichstetten    | Bf  | Leutkirch–Memmingen                                                  |
| 0040   | Albbruck                 | 6         |    | RV |   | 3   | Albbruck       | Bf  | Singen–Basel                                                         |
| 0047   | Albstadt-Ebingen         | 5         |    | RV |   | 2   | Albstadt       | Bf  | Tübingen–Sigmaringen                                                 |
| 7891   | Albstadt-Ebingen West    | 6         |    | RV |   | 2   | Albstadt       | Bf  | Tübingen–Sigmaringen                                                 |
| 0049   | Albstadt-Laufen Ort      | 6         |    | RV |   | 1   | Albstadt       | Hp  | Tübingen–Sigmaringen                                                 |
| 0050   | Albstadt-Lautlingen      | 6         |    | RV |   | 1   | Albstadt       | Hp  | Tübingen–Sigmaringen                                                 |
| 7960   | Aldingen (b Spaichingen) | 6         |    | RV |   | 2   | Aldingen       | Bf  | Plochingen–Immendingen                                               |
| 0060   | Allensbach               | 4         |    | RV |   | 2   | Allensbach     | Hp  | Offenburg–Singen                                                     |
| 0061   | Allmendingen             | 6         |    | RV |   | 2   | Allmendingen   | Bf  | Ulm–Sigmaringen                                                      |
| 0063   | Alpirsbach               | 6         |    | RV |   | 2   | Alpirsbach     | Bf  | Eutingen–Schiltach                                                   |
| 0073   | Altbach                  | 3         |    |    | S | 4   | Altbach        | Hp  | Stuttgart–Ulm                                                        |
| 0115   | Altglashütten-Falkau     | 6         |    |    | S | 1   | Feldberg       | Hp  | Titisee–Seebrugg                                                     |
| ZÖA    | Altingen (Württ)         | -         |    | RV |   | 1   | Ammerbuch      | Bf  | Tübingen-Herrenberg                                                  |
| 0130   | Altshausen               | 6         |    | RV |   | 3   | Altshausen     | Bf  | Herbertingen–Isny Altshausen–Pfullendorf                             |
| 0132   | Alttann                  | 7         |    | RV |   | 1   | Wolfegg        | Hp  | Herbertingen–Isny                                                    |
| 0141   | Amstetten (Württ)        | 5         |    | RV |   | 2   | Amstetten      | Bf  | Stuttgart–Ulm Amstetten–Gerstetten                                   |
| 0168   | Appenweier               | 4         |    | RV |   | 3   | Appenweier     | Bf  | Mannheim–Basel Appenweier–Bad Griesbach Appenweier–Straßburg         |
| 0196   | Asperg                   | 4         |    |    | S | 3   | Asperg         | Bf  | Stuttgart–Würzburg                                                   |
| 0209   | Auerbach (b Mosbach)     | 6         |    |    | S | 2   | Elztal         | Hp  | Neckarelz–Osterburken                                                |
| 0217   | Aufhausen (Württ)        | 7         |    | RV |   | 2   | Bopfingen      | Hp  | Stuttgart-Bad Cannstatt–Nördlingen                                   |
| 0218   | Auggen                   | 5         |    | RV |   | 2   | Auggen         | Hp  | Mannheim–Basel                                                       |
| 0226   | Aulendorf                | 4         | FV | RV |   | 5   | Aulendorf      | Bf  | Ulm–Friedrichshafen Herbertingen–Isny                                |

### B
| Bf-Nr.     | Station                       | PK (2023) | FV | RV | S | Gl. | Gemeinde                 | Art | Strecke(n)                                                                                                   |
| ---------- | ----------------------------- | --------- | -- | -- | - | --- | ------------------------ | --- | --- |
| 0239       | Babstadt                      | 7         |    |    | S | 1   | Babstadt                 | Hp  | Neckargemünd–Bad Friedrichshall                                                                              |
| 0243       | Bachheim                      | 7         |    |    | S | 1   | Bachheim                 | Hp  | Freiburg–Donaueschingen                                                                                      |
| 0244       | Backnang                      | 3         |    | RV | S | 5   | Backnang                 | Bf  | Waiblingen–Schwäbisch Hall-Hessental Backnang–Ludwigsburg                                                    |
| 0247       | Bad Bellingen                 | 6         |    | RV |   | 2   | Bad Bellingen            | Hp  | Mannheim–Basel                                                                                               |
| 0277       | Bad Friedrichshall Hbf        | 3         |    | RV | S | 6   | Bad Friedrichshall       | Bf  | Stuttgart–Würzburg Heidelberg–Bad Friedrichshall Neckargemünd–Bad Friedrichshall Bad Friedrichshall–Ohrnberg |
| 0278       | Bad Friedrichshall-Kochendorf | 6         |    | RV | S | 2   | Bad Friedrichshall       | Hp  | Stuttgart–Würzburg                                                                                           |
| 0280       | Bad Griesbach                 | 6         |    | RV |   | 1   | Bad Peterstal-Griesbach  | Hp  | Appenweier–Bad Griesbach                                                                                     |
| 0297       | Bad Krozingen                 | 4         | FV | RV | S | 3   | Bad Krozingen            | Bf  | Mannheim–Basel Bad Krozingen–Münstertal                                                                      |
| SWEG       | Bad Krozingen Ost             |           |    |    | S | 1   | Bad Krozingen            | Hp  | Bad Krozingen–Münstertal                                                                                     |
| 0304       | Bad Liebenzell                | 6         |    | RV |   | 2   | Bad Liebenzell           | Bf  | Pforzheim–Hochdorf (b Horb)                                                                                  |
| 0305 / WFB | Bad Mergentheim               | WFB 1     |    | RV |   | 3   | Bad Mergentheim          | Bf  | Crailsheim–Wertheim                                                                                          |
| 0314       | Bad Niedernau                 | 6         |    | RV |   | 2   | Rottenburg am Neckar     | Hp  | Plochingen–Immendingen                                                                                       |
| 0318       | Bad Peterstal                 | 6         |    | RV |   | 1   | Bad Peterstal-Griesbach  | Hp  | Appenweier–Bad Griesbach                                                                                     |
| 0320       | Bad Rappenau                  | 5         |    | RV | S | 3   | Bad Rappenau             | Bf  | Neckargemünd–Bad Friedrichshall                                                                              |
| 8274       | Bad Rappenau Kurpark          | 6         |    |    | S | 1   | Bad Rappenau             | Hp  | Neckargemünd–Bad Friedrichshall                                                                              |
| 0327       | Bad Säckingen                 | 5         |    | RV |   | 2   | Bad Säckingen            | Hp  | Basel–Konstanz                                                                                               |
| 5520       | Bad Saulgau                   | 6         |    | RV |   | 2   | Bad Saulgau              | Bf  | Herbertingen–Isny                                                                                            |
| 0341       | Bad Schönborn-Kronau          | 6         |    | RV | S | 2   | Bad Schönborn            | Hp  | Mannheim–Basel                                                                                               |
| 0340       | Bad Schönborn Süd             | 4         |    |    | S | 3   | Bad Schönborn            | Bf  | Mannheim–Basel                                                                                               |
| 0342       | Bad Schussenried              | 5         |    | RV |   | 3   | Bad Schussenried         | Bf  | Ulm–Friedrichshafen                                                                                          |
| 0344       | Bad Sebastiansweiler-Belsen   | 6         |    | RV |   | 1   | Mössingen                | Hp  | Tübingen–Sigmaringen                                                                                         |
| 0355       | Bad Teinach/Neubulach         | 7         |    | RV |   | 2   | Bad Teinach-Zavelstein   | Bf  | Pforzheim–Hochdorf (b Horb)                                                                                  |
| ENAG       | Bad Urach                     | -         |    | RV |   | 1   | Bad Urach                | Bf  | Metzingen–Bad Urach                                                                                          |
| ENAG       | Bad Urach Ermstalklinik       | -         |    | RV |   | 1   | Bad Urach                | Hp  | Metzingen–Bad Urach                                                                                          |
| ENAG       | Bad Urach Wasserfall          | -         |    | RV |   | 1   | Bad Urach                | Hp  | Metzingen–Bad Urach                                                                                          |
| 0360       | Bad Waldsee                   | 6         |    | RV |   | 2   | Bad Waldsee              | Bf  | Herbertingen–Isny                                                                                            |
| 0364       | Bad Wimpfen                   | 6         |    | RV | S | 2   | Bad Wimpfen              | Bf  | Neckargemünd–Bad Friedrichshall                                                                              |
| 0365       | Bad Wimpfen-Hohenstadt        | 6         |    |    | S | 1   | Bad Wimpfen              | Hp  | Neckargemünd–Bad Friedrichshall                                                                              |
| 8273       | Bad Wimpfen Im Tal            | 6         |    |    | S | 1   | Bad Wimpfen              | Hp  | Neckargemünd–Bad Friedrichshall                                                                              |
| 0371       | Baden-Baden                   | 3         | FV | RV | S | 5   | Baden-Baden              | Bf  | Mannheim–Basel                                                                                               |
| 7159       | Baden-Baden Haueneberstein    | 6         |    |    | S | 2   | Baden-Baden              | Hp  | Mannheim–Basel                                                                                               |
| 6236       | Baden-Baden Rebland           | 6         |    |    | S | 2   | Baden-Baden              | Hp  | Mannheim–Basel                                                                                               |
| SWEG       | Bahlingen am Kaiserstuhl      | -         |    |    | S | 1   | Bahlingen am Kaiserstuhl | Hp  | Riegel–Gottenheim                                                                                            |
| SWEG       | Bahlingen-Riedlen             | -         |    |    | S | 1   | Bahlingen am Kaiserstuhl | Hp  | Riegel–Gottenheim                                                                                            |
| 8032       | Balgheim                      | 7         |    | RV |   | 1   | Balgheim                 | Hp  | Plochingen–Immendingen                                                                                       |
| 0385       | Balingen (Württ)              | 4         |    | RV |   | 3   | Balingen                 | Bf  | Tübingen–Sigmaringen Balingen–Rottweil                                                                       |
| 0386       | Balingen Süd                  | 6         |    | RV |   | 1   | Balingen                 | Hp  | Tübingen–Sigmaringen                                                                                         |
| 0394       | Bammental                     | 6         |    |    | S | 2   | Bammental                | Hp  | Neckargemünd–Bad Friedrichshall                                                                              |
| 0426       | Batzenhäusle                  | 6         |    |    | S | 1   | Waldkirch                | Hp  | Denzlingen–Elzach                                                                                            |
| AVG        | Bauerbach                     |           |    |    | S | 2   | Bauerbach                | Bf  | Karlsruhe–Heilbronn                                                                                          |
| 0468       | Beimerstetten                 | 6         |    | RV |   | 2   | Beimerstetten            | Bf  | Stuttgart–Ulm                                                                                                |
| 0479       | Bempflingen                   | 6         |    | RV |   | 2   | Bempflingen              | Hp  | Plochingen–Immendingen                                                                                       |
| 0484       | Benningen (Neckar)            | 5         |    |    | S | 2   | Benningen am Neckar      | Bf  | Backnang–Ludwigsburg                                                                                         |
| 0500       | Bergenweiler                  | 7         |    | RV |   | 1   | Sontheim an der Brenz    | Hp  | Aalen–Ulm |
| 0570       | Bermatingen-Ahausen           | 6         |    | RV |   | 1   | Bermatingen              | Hp  | Stahringen–Friedrichshafen                                                                                   |
| 0588       | Besigheim                     | 5         |    | RV |   | 2   | Besigheim                | Bf  | Stuttgart–Würzburg                                                                                           |
| 0602       | Beuggen                       | 6         |    | RV |   | 2   | Rheinfelden              | Hp  | Basel–Konstanz                                                                                               |
| 0605       | Beuron                        | 7         |    | RV |   | 1   | Beuron                   | Hp  | Tuttlingen–Inzigkofen                                                                                        |
| 0606       | Beutelsbach                   | 5         |    |    | S | 2   | Weinstadt                | Hp  | Stuttgart–Aalen                                                                                              |
| 0612       | Biberach (Baden)              | 5         |    | RV |   | 3   | Biberach                 | Bf  | Offenburg–Singen Biberach–Oberharmersbach                                                                    |
| 0613       | Biberach (Riß)                | 4         | FV | RV |   | 3   | Biberach an der Riß      | Bf  | Ulm–Friedrichshafen                                                                                          |
| 6918       | Biberach Süd                  | 5         |    | RV |   | 2   | Biberach an der Riß      | Bf  | Ulm–Friedrichshafen                                                                                          |
| 0629       | Bieringen (b Horb)            | 6         |    | RV |   | 2   | Rottenburg am Neckar     | Bf  | Plochingen–Immendingen                                                                                       |
| 0635       | Bietigheim (Baden)            | 5         |    |    | S | 2   | Bietigheim               | Hp  | Mannheim–Haguenau                                                                                            |
| 0636       | Bietigheim-Bissingen          | 2         |    | RV | S | 8   | Bietigheim-Bissingen     | Bf  | Stuttgart–Würzburg Bietigheim-Bissingen–Bruchsal                                                             |
| 3334       | Bietigheim-Bissingen Ellental | 5         |    | RV |   | 2   | Bietigheim-Bissingen     | Hp  | Bietigheim-Bissingen–Bruchsal                                                                                |
| 0637       | Bietingen                     | 6         |    | RV |   | 2   | Gottmadingen             | Hp  | Basel–Konstanz                                                                                               |
| 0645       | Binau                         | 6         |    |    | S | 2   | Binau                    | Hp  | Heidelberg–Bad Friedrichshall                                                                                |
| 0674       | Bisingen                      | 6         |    | RV |   | 2   | Bisingen                 | Bf  | Tübingen–Sigmaringen                                                                                         |
| 0679       | Bittelbronn                   | 7         |    | RV | S | 1   | Horb am Neckar           | Hp  | Eutingen–Schiltach                                                                                           |
| 7434       | Bitzfeld                      | 6         |    |    | S | 2   | Bretzfeld                | Hp  | Crailsheim–Heilbronn                                                                                         |
| 0692       | Blankenloch                   | 5         |    | RV | S | 3   | Stutensee                | Bf  | Mannheim–Haguenau                                                                                            |
| 0695       | Blaubeuren                    | 5         |    | RV |   | 2   | Blaubeuren               | Bf  | Ulm–Sigmaringen                                                                                              |
| 0697 / WFB | Blaufelden                    | WFB 1     |    | RV |   | 2   | Blaufelden               | Bf  | Crailsheim–Wertheim                                                                                          |
| 0698       | Blaustein                     | 6         |    | RV |   | 2   | Blaustein                | Hp  | Ulm–Sigmaringen                                                                                              |
| 0700       | Bleibach                      | 6         |    |    | S | 1   | Gutach im Breisgau       | Hp  | Denzlingen–Elzach                                                                                            |
| 0718       | Böbingen (Rems)               | 5         |    | RV |   | 3   | Böbingen an der Rems     | Bf  | Stuttgart–Aalen                                                                                              |
| 0720       | Böblingen                     | 3         | FV | RV | S | 5   | Böblingen                | Bf  | Stuttgart–Horb Böblingen–Renningen Böblingen–Dettenhausen                                                    |
| 0735       | Bodelshausen                  | 6         |    | RV |   | 1   | Bodelshausen             | Hp  | Tübingen–Sigmaringen                                                                                         |
| 0745 / WFB | Bödigheim                     | WFB 1     |    | RV |   | 2   | Buchen (Odenwald)        | Bf  | Seckach–Miltenberg                                                                                           |
| 0756       | Böhringen-Rickelshausen       | 6         |    | RV |   | 2   | Radolfzell               | Hp  | Offenburg–Singen                                                                                             |
| 0762       | Bondorf (b Herrenberg)        | 5         | FV | RV | S | 3   | Bondorf                  | Bf  | Stuttgart–Horb                                                                                               |
| 0775       | Bopfingen                     | 6         |    | RV |   | 2   | Bopfingen                | Bf  | Stuttgart-Bad Cannstatt–Nördlingen                                                                           |
| 7994       | Boxberg-Wölchingen            | 7         |    | RV |   | 1   | Boxberg                  | Hp  | Stuttgart–Würzburg                                                                                           |
| 0845       | Breisach                      | 5         |    |    | S | 3   | Breisach am Rhein        | Bf  | Freiburg–Colmar Breisach–Riegel-Malterdingen                                                                 |
| 0875       | Bretten                       | 4         |    | RV | S | 5   | Bretten                  | Bf  | Bietigheim-Bissingen–Bruchsal Karlsruhe–Heilbronn                                                            |
| AVG        | Bretten Kupferhälde           |           |    |    | S | 1   | Bretten                  | Hp  | Karlsruhe–Heilbronn                                                                                          |
| 8001       | Bretten-Rechberg              | 7         |    | RV |   | 2   | Bretten                  | Bft | Bietigheim-Bissingen–Bruchsal                                                                                |
| 5428       | Bretten-Ruit                  | 7         |    | RV |   | 2   | Bretten                  | Hp  | Bietigheim-Bissingen–Bruchsal                                                                                |
| AVG        | Bretten Schulzentrum          |           |    |    | S | 1   | Bretten                  | Hp  | Karlsruhe–Heilbronn                                                                                          |
| AVG        | Bretten Stadtmitte            |           |    |    | S | 1   | Eppingen                 | Hp  | Karlsruhe–Heilbronn                                                                                          |
| AVG        | Bretten Wannenweg             |           |    |    | S | 1   | Bretten                  | Hp  | Karlsruhe–Heilbronn                                                                                          |
| 0882       | Bretzfeld                     | 6         |    |    | S | 2   | Bretzfeld                | Hp  | Crailsheim–Heilbronn                                                                                         |
| 6839       | Brigachtal Kirchdorf          | 7         |    | RV |   | 2   | Brigachtal               | Hp  | Offenburg–Singen                                                                                             |
| 6863       | Brigachtal Klengen            | 7         |    | RV |   | 2   | Brigachtal               | Hp  | Offenburg–Singen                                                                                             |
| 0900       | Bruchhausen (b Ettlingen)     | 6         |    |    | S | 2   | Ettlingen                | Hp  | Mannheim–Basel                                                                                               |
| 0904       | Bruchsal                      | 2         | FV | RV | S | 8   | Bruchsal                 | Bf  | Mannheim–Basel Bietigheim-Bissingen–Bruchsal Bruchsal–Germersheim Bruchsal–Hilsbach                          |
| 0911       | Brucken                       | 7         |    | RV |   | 1   | Lenningen                | Hp  | Wendlingen–Oberlenningen                                                                                     |
| 0930 / WFB | Buchen im Odenwald            | WFB 1     |    | RV |   | 2   | Buchen (Odenwald)        | Bf  | Seckach–Miltenberg                                                                                           |
| 0931 / WFB | Buchen Ost                    | WFB 1     |    | RV |   | 1   | Buchen (Odenwald)        | Hp  | Seckach–Miltenberg                                                                                           |
| 0939       | Buchholz (Baden)              | 6         |    |    | S | 1   | Waldkirch                | Hp  | Denzlingen–Elzach                                                                                            |
| 0960       | Bühl (Baden)                  | 5         |    | RV | S | 2   | Bühl                     | Hp  | Mannheim–Basel                                                                                               |
| 0959       | Buggingen                     | 6         |    | RV |   | 2   | Buggingen                | Bf  | Mannheim–Basel                                                                                               |
| 0996       | Burgstall (Murr)              | 6         |    |    | S | 2   | Burgstetten              | Bf  | Backnang–Ludwigsburg                                                                                         |
| AVG        | Busenbach                     |           |    |    | S | 2   | Ettlingen, Waldbronn     | Bf  | Karlsruhe–Bad Herrenalb Busenbach–Itterbach                                                                  |

### C
| Bf-Nr. | Station    | PK (2023) | FV | RV | S | Gl. | Gemeinde   | Art | Strecke(n)                                                                        |
| ------ | ---------- | --------- | -- | -- | - | --- | ---------- | --- | --------------------------------------------------------------------------------- |
| 1025   | Calw       | 6         |    | RV |   | 1   | Calw       | Hp  | Pforzheim–Hochdorf (b Horb)                                                       |
| 1079   | Crailsheim | 3         | FV | RV |   | 4   | Crailsheim | Bf  | Crailsheim–Wertheim Crailsheim–Heilbronn Goldshöfe–Crailsheim Nürnberg–Crailsheim |

### D
| Bf-Nr. | Station                       | PK (2023) | FV | RV | S | Gl. | Gemeinde               | Art | Strecke(n)                               |
| ------ | ----------------------------- | --------- | -- | -- | - | --- | ---------------------- | --- | ---------------------------------------- |
| 1115   | Dallau                        | 6         |    |    | S | 2   | Elztal                 | Hp  | Mosbach-Neckarelz–Osterburken            |
| 8060   | Deißlingen Mitte              | 7         |    | RV |   | 1   | Deißlingen             | Hp  | Rottweil–Villingen                       |
| 1165   | Denzlingen                    | 4         |    | RV | S | 4   | Denzlingen             | Bf  | Mannheim–Basel Denzlingen–Elzach         |
| 1183   | Dettingen (Teck)              | 7         |    | RV |   | 1   | Dettingen unter Teck   | Hp  | Wendlingen–Oberlenningen                 |
| ENAG   | Dettingen Freibad             | -         |    | RV |   | 1   | Dettingen an der Erms  | Hp  | Metzingen–Bad Urach                      |
| ENAG   | Dettingen Gsaidt              | -         |    | RV |   | 1   | Dettingen an der Erms  | Bf  | Metzingen–Bad Urach                      |
| ENAG   | Dettingen Lehen               | -         |    | RV |   | 1   | Dettingen an der Erms  | Hp  | Metzingen–Bad Urach                      |
| ENAG   | Dettingen-Mitte               | -         |    | RV |   | 1   | Dettingen an der Erms  | Hp  | Metzingen–Bad Urach                      |
| SWEG   | Dietzelbach                   | -         |    |    | S | 1   | Münstertal/Schwarzwald | Hp  | Bad Krozingen–Münstertal                 |
| WFB    | Distelhausen                  | WFB 1     |    | RV |   | 1   | Tauberbischofsheim     | Hp  | Crailsheim–Wertheim                      |
| WFB    | Dittigheim                    | WFB 1     |    | RV |   | 1   | Tauberbischofsheim     | Hp  | Crailsheim–Wertheim                      |
| 1234   | Ditzingen                     | 4         |    |    | S | 2   | Ditzingen              | Bf  | Stuttgart–Calw                           |
| 1246   | Dogern                        | 6         |    | RV |   | 2   | Dogern                 | Hp  | Basel–Konstanz                           |
| 1247   | Döggingen                     | 6         |    |    | S | 2   | Bräunlingen            | Bf  | Freiburg–Donaueschingen                  |
| 1264   | Donaueschingen                | 4         | FV | RV | S | 5   | Donaueschingen         | Bf  | Freiburg–Donaueschingen Offenburg–Singen |
| 7081   | Donaueschingen Allmendshofen  | 7         |    | RV |   | 1   | Donaueschingen         | Hp  | Freiburg–Donaueschingen                  |
| 6919   | Donaueschingen Aufen          | 7         |    | RV |   | 2   | Donaueschingen         | Hp  | Offenburg–Singen                         |
| 6927   | Donaueschingen Grüningen      | 7         |    | RV |   | 2   | Donaueschingen         | Hp  | Offenburg–Singen                         |
| 7028   | Donaueschingen Mitte/Siedlung | 6         |    | RV |   | 2   | Donaueschingen         | Bft | Offenburg–Singen                         |
| 1280   | Dornstetten                   | 6         |    | RV | S | 1   | Dornstetten            | Hp  | Eutingen–Schiltach                       |
| 7433   | Dornstetten-Aach              | 6         |    | RV | S | 1   | Dornstetten            | Hp  | Eutingen–Schiltach                       |
| 1393   | Durmersheim                   | 5         |    |    | S | 3   | Durmersheim            | Bf  | Mannheim–Haguenau                        |
| 8004   | Durmersheim Nord              | 6         |    |    | S | 2   | Durmersheim            | Bft | Mannheim–Haguenau                        |
| AVG    | Dürrenbüchig                  | -         |    |    | S | 1   | Dürrenbüchig           | Hp  | Karlsruhe–Heilbronn                      |
| 1422   | Dußlingen                     | 6         |    | RV |   | 2   | Dußlingen              | Bf  | Tübingen–Sigmaringen                     |

### E
| Bf-Nr.     | Station                | PK (2023) | FV | RV | S | Gl. | Gemeinde              | Art | Strecke(n)                                     |
| ---------- | ---------------------- | --------- | -- | -- | - | --- | --------------------- | --- | ---------------------------------------------- |
| 1432       | Eberbach               | 3         |    | RV | S | 5   | Eberbach              | Bf  | Eberbach–Hanau Heidelberg–Bad Friedrichshall   |
| 1438       | Ebersbach (Fils)       | 4         |    | RV |   | 3   | Ebersbach an der Fils | Bf  | Stuttgart–Ulm                                  |
| 1447       | Ebringen               | 6         |    | RV |   | 2   | Ebringen              | Hp  | Mannheim–Basel                                 |
| 1451       | Echterdingen           | 4         |    |    | S | 2   | Echterdingen          | Bf  | Stuttgart–Filderstadt                          |
| 1456       | Eckartshausen-Ilshofen | 6         |    | RV |   | 2   | Ilshofen              | Hp  | Crailsheim–Heilbronn                           |
| WFB        | Edelfingen             | WFB 1     |    | RV |   | 1   | Bad Mergentheim       | Hp  | Crailsheim–Wertheim                            |
| 1469       | Efringen-Kirchen       | 5         |    | RV |   | 3   | Efringen-Kirchen      | Bf  | Mannheim–Basel                                 |
| 1483       | Ehingen (Donau)        | 4         |    | RV |   | 3   | Ehingen               | Bf  | Ulm–Sigmaringen                                |
| 1486       | Ehningen (b Böblingen) | 4         |    |    | S | 2   | Ehningen              | Hp  | Stuttgart–Horb                                 |
| 1502       | Eicholzheim            | 6         |    |    | S | 2   | Schefflenz            | Hp  | Mosbach-Neckarelz–Osterburken                  |
| 1519       | Eimeldingen            | 6         |    | RV |   | 2   | Eimeldingen           | Hp  | Mannheim–Basel                                 |
| 1539       | Eislingen (Fils)       | 4         |    | RV |   | 3   | Eislingen/Fils        | Bf  | Stuttgart–Ulm                                  |
| 1550       | Ellhofen               | 6         |    |    | S | 2   | Ellhofen              | Hp  | Crailsheim–Heilbronn                           |
| 1554       | Ellwangen              | 5         | FV | RV |   | 3   | Ellwangen             | Bf  | Goldshöfe–Crailsheim                           |
| WFB        | Elpersheim             | WFB 1     |    | RV |   | 1   | Weikersheim           | Hp  | Crailsheim–Wertheim                            |
| 1576       | Elzach                 | 6         |    |    | S | 1   | Elzach                | Hp  | Denzlingen–Elzach                              |
| 1584       | Emmendingen            | 4         | FV | RV |   | 3   | Emmendingen           | Bf  | Mannheim–Basel                                 |
| 1592       | Endersbach             | 4         |    |    | S | 3   | Endersbach            | Bf  | Stuttgart–Aalen                                |
| 1598       | Engen                  | 4         | FV | RV |   | 3   | Engen                 | Bf  | Offenburg–Singen                               |
| 1601       | Engstlatt              | 7         |    | RV |   | 1   | Balingen              | Hp  | Tübingen–Sigmaringen                           |
| 1802 / ZÖA | Entringen              | -         |    | RV |   | 2   | Ammerbuch             | Bf  | Tübingen-Herrenberg                            |
| 1608       | Enzberg                | 6         |    | RV |   | 2   | Enzberg               | Hp  | Karlsruhe–Mühlacker                            |
| AVG        | Eppingen               | -         |    |    | S | 4   | Eppingen              | Bf  | Steinsfurt–Eppingen Karlsruhe–Heilbronn        |
| AVG        | Eppingen West          | -         |    |    | S | 2   | Eppingen              | Hp  | Karlsruhe–Heilbronn                            |
| 1621       | Erbach (Württ)         | 4         |    | RV |   | 3   | Erbach                | Bf  | Ulm–Friedrichshafen                            |
| 1628       | Erdmannhausen          | 6         |    |    | S | 1   | Erdmannhausen         | Hp  | Backnang–Ludwigsburg                           |
| 1639       | Ergenzingen            | 6         |    | RV | S | 2   | Rottenburg am Neckar  | Hp  | Stuttgart–Horb                                 |
| 1642       | Eriskirch              | 6         |    | RV |   | 2   | Eriskirch             | Bf  | Friedrichshafen–Lindau                         |
| 1669       | Erzingen (Baden)       | 4         |    | RV | S | 3   | Klettgau              | Bf  | Singen–Basel                                   |
| 8163       | Eschelbronn            | 7         |    |    | S | 1   | Eschelbronn           | Hp  | Meckesheim–Neckarelz                           |
| 1674       | Eschenau (b Heilbronn) | 6         |    |    | S | 2   | Obersulm              | Bf  | Crailsheim–Heilbronn                           |
| 1716       | Esslingen (Neckar)     | 3         |    | RV | S | 6   | Esslingen am Neckar   | Bf  | Stuttgart–Ulm                                  |
| 1717       | Esslingen-Mettingen    | 3         |    |    | S | 4   | Esslingen am Neckar   | Bf  | Stuttgart–Ulm                                  |
| 1718       | Esslingen-Zell         | 3         |    |    | S | 4   | Esslingen am Neckar   | Bf  | Stuttgart–Ulm                                  |
| 1725       | Ettlingen West         | 5         |    |    | S | 3   | Ettlingen             | Bf  | Karlsruhe–Basel Ettlingen West–Ettlingen Stadt |
| SWEG       | Etzenbach              | -         |    |    | S | 1   | Staufen im Breisgau   | Hp  | Bad Krozingen–Münstertal                       |
| 1730       | Eubigheim              | 7         |    | RV |   | 2   | Ahorn                 | Bf  | Stuttgart–Würzburg                             |
| 1737       | Eutingen (Baden)       | 5         |    | RV |   | 2   | Pforzheim             | Hp  | Karlsruhe–Mühlacker                            |
| 1738       | Eutingen im Gäu        | 4         |    | RV | S | 3   | Eutingen im Gäu       | Bf  | Stuttgart–Horb Eutingen im Gäu–Schiltach       |
| 8388       | Eutingen-Nord          | 6         |    | RV | S | 1   | Eutingen im Gäu       | Hp  | Eutingen–Schiltach                             |
| 1742       | Eyach                  | 6         |    | RV |   | 2   | Eutingen im Gäu       | Bf  | Plochingen–Immendingen                         |

### F
| Bf-Nr. | Station                     | PK (2023) | FV | RV | S | Gl. | Gemeinde               | Art | Strecke(n) |
| ------ | --------------------------- | --------- | -- | -- | - | --- | ---------------------- | --- | --- |
| 1749   | Fahrnau                     | 6         |    |    | S | 1   | Schopfheim             | Hp  | Basel Bad Bf–Zell (Wiesental)                                                                                     |
| 1767   | Faurndau                    | 6         |    | RV |   | 2   | Göppingen              | Hp  | Stuttgart–Ulm |
| 1768   | Favoritepark                | 5         |    |    | S | 2   | Stuttgart              | Hp  | Backnang–Ludwigsburg                                                                                              |
| 1772   | Feldberg-Bärental           | 6         |    |    | S | 2   | Feldberg               | Bf  | Titisee–Seebrugg                                                                                                  |
| 1775   | Fellbach                    | 3         |    |    | S | 3   | Fellbach               | Bf  | Stuttgart–Aalen                                                                                                   |
| 1788   | Fichtenberg                 | 6         |    | RV |   | 2   | Fichtenberg            | Bf  | Waiblingen–Schwäbisch Hall-Hessental                                                                              |
| 3022   | Filderstadt                 | 5         |    |    | S | 2   | Filderstadt            | Bf  | Stuttgart-Rohr–Filderstadt                                                                                        |
| AVG    | Flehingen                   | -         |    |    | S | 2   | Oberderdingen          | Bf  | Karlsruhe–Heilbronn                                                                                               |
| 1829   | Forchheim (b Karlsruhe)     | 6         |    |    | S | 2   | Rheinstetten           | Bf  | Mannheim–Haguenau                                                                                                 |
| 1833   | Fornsbach                   | 6         |    | RV |   | 2   | Murrhardt              | Hp  | Waiblingen–Schwäbisch Hall-Hessental                                                                              |
| 1890   | Freiberg (Neckar)           | 5         |    |    | S | 2   | Freiberg am Neckar     | Bf  | Backnang–Ludwigsburg                                                                                              |
| 1893   | Freiburg (Breisgau) Hbf     | 2         | FV | RV | S | 8   | Freiburg im Breisgau   | Bf  | Mannheim–Basel Freiburg–Donaueschingen Freiburg–Breisach                                                          |
| 7992   | Freiburg Messe/Universität  | 6         |    |    | S | 1   | Freiburg im Breisgau   | Hp  | Freiburg–Breisach                                                                                                 |
| 1896   | Freiburg-Herdern            | 5         |    | RV | S | 2   | Freiburg im Breisgau   | Hp  | Mannheim–Basel |
| 1894   | Freiburg Klinikum           | 6         |    |    | S | 1   | Freiburg im Breisgau   | Hp  | Freiburg–Breisach                                                                                                 |
| 1895   | Freiburg-Landwasser         | 6         |    |    | S | 1   | Freiburg im Breisgau   | Hp  | Freiburg–Breisach                                                                                                 |
| 1897   | Freiburg-Littenweiler       | 6         |    |    | S | 2   | Freiburg im Breisgau   | Bf  | Freiburg–Donaueschingen                                                                                           |
| 1898   | Freiburg-St Georgen         | 6         |    | RV |   | 2   | Freiburg im Breisgau   | Hp  | Mannheim–Basel |
| 1899   | Freiburg-Wiehre             | 5         |    |    | S | 2   | Freiburg im Breisgau   | Bf  | Freiburg–Donaueschingen                                                                                           |
| 1900   | Freiburg-Zähringen          | 6         |    | RV | S | 2   | Freiburg im Breisgau   | Hp  | Mannheim–Basel |
| 1921   | Freudenstadt Hbf            | 5         |    | RV | S | 3   | Freudenstadt           | Bf  | Eutingen–Schiltach Rastatt–Freudenstadt                                                                           |
| WEG    | Frickenhausen               | -         |    | RV |   | 1   | Frickenhausen          | Bf  | Nürtingen–Neuffen                                                                                                 |
| WEG    | Frickenhausen Kelterstraße  | -         |    | RV |   | 1   | Frickenhausen          | Hp  | Nürtingen–Neuffen                                                                                                 |
| 1927   | Fridingen (b Tuttlingen)    | 6         |    | RV |   | 2   | Fridingen an der Donau | Bf  | Tuttlingen–Inzigkofen                                                                                             |
| 7435   | Friedrichshafen-Fischbach   | 7         |    | RV |   | 1   | Friedrichshafen        | Hp  | Stahringen–Friedrichshafen                                                                                        |
| 5987   | Friedrichshafen Flughafen   | 5         |    | RV |   | 2   | Friedrichshafen        | Hp  | Ulm–Friedrichshafen                                                                                               |
| 1945   | Friedrichshafen Hafen       | 5         |    | RV |   | 2   | Friedrichshafen        | Bft | Friedrichshafen Stadt–Friedrichshafen Hafen                                                                       |
| 7430   | Friedrichshafen-Kluftern    | 7         |    | RV |   | 1   | Friedrichshafen        | Hp  | Stahringen–Friedrichshafen                                                                                        |
| 2718   | Friedrichshafen Landratsamt | 7         |    | RV |   | 1   | Friedrichshafen        | Hp  | Stahringen–Friedrichshafen                                                                                        |
| 6456   | Friedrichshafen-Manzell     | 6         |    | RV |   | 2   | Friedrichshafen        | Bf  | Stahringen–Friedrichshafen                                                                                        |
| 1946   | Friedrichshafen Ost         | 6         |    | RV |   | 1   | Friedrichshafen        | Hp  | Friedrichshafen–Lindau                                                                                            |
| 1947   | Friedrichshafen Stadt       | 3         | FV | RV |   | 5   | Friedrichshafen        | Bf  | Ulm–Friedrichshafen Stahringen–Friedrichshafen Friedrichshafen–Lindau Friedrichshafen Stadt–Friedrichshafen Hafen |
| 1954   | Friedrichstal (Baden)       | 6         |    | RV | S | 2   | Stutensee              | Hp  | Mannheim–Karlsruhe                                                                                                |
| 1962   | Friesenheim (Baden)         | 6         |    | RV |   | 2   | Friesenheim            | Bf  | Mannheim–Basel |
| 1968   | Frommern                    | 6         |    | RV |   | 1   | Balingen               | Hp  | Tübingen–Sigmaringen                                                                                              |

### G
| Bf-Nr. | Station                    | PK (2023) | FV | RV | S | Gl. | Gemeinde                 | Art | Strecke(n)                                                                |
| ------ | -------------------------- | --------- | -- | -- | - | --- | ------------------------ | --- | ------------------------------------------------------------------------- |
| AVG    | Gaggenau                   | -         |    |    | S | 3   | Gaggenau                 | Bf  | Rastatt–Freudenstadt                                                      |
| 1998   | Gaildorf West              | 6         |    | RV |   | 3   | Gaildorf                 | Bf  | Waiblingen–Schwäbisch Hall-Hessental                                      |
| WFB    | Gamburg                    | WFB 1     |    | RV |   | 2   | Werbach                  | Bf  | Crailsheim–Wertheim                                                       |
| 2016   | Gärtringen                 | 5         |    |    | S | 2   | Gärtringen               | Bf  | Stuttgart–Horb                                                            |
| 2021   | Gaubüttelbrunn             | 6         |    | RV |   | 2   | Wittighausen             | Hp  | Stuttgart–Würzburg                                                        |
| 2023   | Gäufelden                  | 5         | FV | RV | S | 2   | Gäufelden                | Hp  | Stuttgart–Horb                                                            |
| 2044   | Geisingen                  | 6         |    | RV |   | 2   | Geisingen                | Hp  | Offenburg–Singen                                                          |
| 2045   | Geislingen (Steige)        | 4         | FV | RV |   | 3   | Geislingen an der Steige | Bf  | Stuttgart–Ulm                                                             |
| 2046   | Geislingen West            | 6         |    | RV |   | 2   | Geislingen an der Steige | Bf  | Stuttgart–Ulm                                                             |
| 2062   | Gengenbach                 | 4         |    | RV |   | 3   | Gengenbach               | Bf  | Offenburg–Singen                                                          |
| 2083   | Geradstetten               | 5         |    |    | S | 2   | Remshalden               | Hp  | Stuttgart–Aalen                                                           |
| 2085   | Gerhausen                  | 6         |    | RV |   | 1   | Blaubeuren               | Hp  | Ulm–Sigmaringen                                                           |
| 2088   | Gerlachsheim               | 6         |    | RV |   | 2   | Lauda-Königshofen        | Hp  | Stuttgart–Würzburg                                                        |
| 2118   | Giengen (Brenz)            | 5         |    | RV |   | 2   | Giengen an der Brenz     | Bf  | Aalen–Ulm                                                                 |
| 2126   | Gingen (Fils)              | 6         |    | RV |   | 2   | Gingen an der Fils       | Hp  | Stuttgart–Ulm                                                             |
| 2171   | Goldberg                   | 5         |    |    | S | 2   | Sindelfingen             | Hp  | Stuttgart–Horb                                                            |
| 2175   | Goldshöfe                  | 6         |    | RV |   | 4   | Aalen                    | Bf  | Goldshöfe–Crailsheim Stuttgart-Bad Cannstatt–Nördlingen                   |
| AVG    | Gölshausen                 | -         |    |    | S | 2   | Gölshausen               | Bf  | Karlsruhe–Heilbronn                                                       |
| AVG    | Gölshausen Industriegebiet | -         |    |    | S | 2   | Gölshausen               | Hp  | Karlsruhe–Heilbronn                                                       |
| 2189   | Göppingen                  | 3         | FV | RV |   | 7   | Göppingen                | Bf  | Stuttgart–Ulm                                                             |
| 2214   | Gottenheim                 | 5         |    |    | S | 3   | Gottenheim               | Bf  | Freiburg–Colmar Riegel–Gottenheim                                         |
| 2219   | Gottmadingen               | 4         |    | RV |   | 2   | Gottmadingen             | Bf  | Basel–Konstanz                                                            |
| 2223   | Graben-Neudorf             | 3         |    | RV | S | 5   | Graben-Neudorf           | Bf  | Mannheim–Karlsruhe Waghäusel Saalbach–Graben-Neudorf Germersheim–Bruchsal |
| 2224   | Graben-Neudorf Nord        | 6         |    |    | S | 1   | Graben-Neudorf           | Hp  | Germersheim–Bruchsal                                                      |
| 2257   | Grenzach                   | 5         |    | RV |   | 3   | Grenzach-Wyhlen          | Bf  | Basel–Konstanz                                                            |
| 2272   | Grießen (Baden)            | 7         |    | RV |   | 1   | Klettgau                 | Hp  | Basel–Konstanz                                                            |
| 2286   | Grombach                   | 6         |    |    | S | 2   | Bad Rappenau             | Bf  | Neckargemünd–Bad Friedrichshall                                           |
| AVG    | Grötzingen Oberausstraße   | -         |    |    | S | 2   | Karlsruhe                | Hp  | Karlsruhe–Heilbronn Grötzingen–Söllingen                                  |
| 2387   | Grunbach                   | 4         |    |    | S | 3   | Remshalden               | Bf  | Stuttgart–Aalen                                                           |
| 2401   | Grünsfeld                  | 6         |    | RV |   | 2   | Grünsfeld                | Hp  | Stuttgart–Würzburg                                                        |
| 8030   | Grüntal-Wittlensweiler     | 7         |    | RV | S | 1   | Freudenstadt             | Hp  | Eutingen-Schiltach                                                        |
| ZÖA    | Gültstein                  | -         |    | RV |   | 1   | Herrenberg               | Hp  | Tübingen-Herrenberg                                                       |
| 2412   | Gundelfingen (Breisgau)    | 5         |    | RV | S | 2   | Gundelfingen             | Hp  | Mannheim–Basel                                                            |
| 2416   | Gundelsheim (Neckar)       | 6         |    |    | S | 2   | Gundelsheim              | Bf  | Heidelberg–Bad Friedrichshall                                             |
| 2433   | Gutach (Breisgau)          | 6         |    |    | S | 2   | Gutach im Breisgau       | Bf  | Denzlingen–Elzach                                                         |
| 7113   | Gutach Freilichtmuseum     | 6         |    | RV |   | 2   | Gutach (Schwarzwaldbahn) | Hp  | Offenburg–Singen                                                          |

### H
| Bf-Nr. | Station                             | PK (2023) | FV | RV | S | Gl. | Gemeinde                | Art | Strecke(n)                                                   |
| ------ | ----------------------------------- | --------- | -- | -- | - | --- | ----------------------- | --- | ------------------------------------------------------------ |
| 2492   | Halbmeil                            | 7         |    | RV |   | 1   | Wolfach                 | Hp  | Hausach–Schiltach                                            |
| WFB    | Hainstadt (Baden)                   | WFB 1     |    | RV |   | 1   | Buchen (Odenwald)       | Hp  | Seckach–Miltenberg                                           |
| 2511   | Haltingen                           | 6         |    | RV |   | 2   | Weil am Rhein           | Bf  | Mannheim–Basel                                               |
| 2577   | Haslach                             | 5         |    | RV |   | 3   | Haslach im Kinzigtal    | Bf  | Offenburg–Singen                                             |
| 2586   | Haßmersheim                         | 7         |    |    | S | 2   | Haßmersheim             | Hp  | Heidelberg–Bad Friedrichshall                                |
| 2601   | Hausach                             | 4         | FV | RV |   | 3   | Hausach                 | Bf  | Offenburg–Singen Hausach–Schiltach                           |
| 2605   | Hausen i Tal                        | 6         |    | RV |   | 1   | Beuron                  | Hp  | Tuttlingen–Inzigkofen                                        |
| 2606   | Hausen-Raitbach                     | 6         |    |    | S | 1   | Schopfheim              | Hp  | Basel–Zell (Wiesental)                                       |
| 2614   | Hechingen                           | 6         |    | RV |   | 3   | Hechingen               | Bf  | Tübingen–Sigmaringen                                         |
| 2362   | Heddesheim/Hirschberg               | 4         |    | RV | S | 3   | Heddesheim              | Bf  | Frankfurt–Heidelberg                                         |
| MVV    | Heddesheim (Baden) Ort              | -         |    | RV |   | 2   | Heddesheim              | Bf  | Mannheim-Käfertal–Heddesheim                                 |
| 2624   | Hegne                               | 6         |    | RV |   | 2   | Allensbach              | Hp  | Basel–Konstanz                                               |
| 2628   | Heidelberg Hbf                      | 2         | FV | RV | S | 9   | Heidelberg              | Bf  | Mannheim–Basel Heidelberg–Bad Friedrichshall                 |
| 2629   | Heidelberg-Altstadt                 | 4         |    |    | S | 2   | Heidelberg              | Bf  | Heidelberg–Bad Friedrichshall                                |
| 2630   | Heidelberg-Kirchheim/Rohrbach       | 4         |    | RV | S | 3   | Heidelberg              | Bf  | Mannheim–Basel                                               |
| 8051   | Heidelberg-Orthopädie               | 6         |    |    | S | 2   | Heidelberg              | Hp  | Heidelberg–Bad Friedrichshall                                |
| 2631   | Heidelberg-Pfaffengrund/Wieblingen  | 4         |    | RV | S | 2   | Heidelberg              | Hp  | Mannheim–Basel                                               |
| 5596   | Heidelberg-Schlierbach/Ziegelhausen | 6         |    |    | S | 2   | Heidelberg              | Hp  | Heidelberg–Bad Friedrichshall                                |
| 8050   | Heidelberg-Weststadt/Südstadt       | 5         |    |    | S | 2   | Heidelberg              | Bft | Heidelberg–Bad Friedrichshall                                |
| 2639   | Heidenheim                          | 4         |    | RV |   | 3   | Heidenheim an der Brenz | Bf  | Aalen–Ulm                                                    |
| 2640   | Heidenheim Voithwerk                | 7         |    | RV |   | 1   | Heidenheim an der Brenz | Hp  | Aalen–Ulm                                                    |
| 2642   | Heidenheim-Schnaitheim              | 6         |    | RV |   | 2   | Heidenheim an der Brenz | Bf  | Aalen–Ulm                                                    |
| 2648   | Heilbronn Hbf                       | 2         |    | RV | S | 7   | Heilbronn               | Bf  | Stuttgart–Würzburg Crailsheim–Heilbronn Grötzingen–Heilbronn |
| 2650   | Heilbronn Sülmertor                 | 6         |    | RV |   | 2   | Heilbronn               | Hp  | Stuttgart–Würzburg                                           |
| 7623   | Heilbronn Trappensee                | 6         |    |    | S | 2   | Heilbronn               | Hp  | Crailsheim–Heilbronn                                         |
| 2669   | Heitersheim                         | 5         |    | RV |   | 2   | Heitersheim             | Bf  | Mannheim–Basel                                               |
| ENAG   | Helmhof                             | -         |    | RV |   | 1   | Helmhof                 | Hp  | Neckarbischofsheim–Hüffenhardt                               |
| 8167   | Helmstadt (Baden)                   | 7         |    |    | S | 1   | Helmstadt-Bargen        | Hp  | Meckesheim–Neckarelz                                         |
| 2684   | Hemsbach                            | 5         |    | RV | S | 3   | Hemsbach                | Bf  | Frankfurt–Heidelberg                                         |
| 2695   | Herbertingen                        | 5         |    | RV |   | 4   | Herbertingen            | Bf  | Ulm–Sigmaringen Herbertingen–Isny                            |
| 2696   | Herbertingen Ort                    | 7         |    | RV |   | 1   | Herbertingen            | Hp  | Herbertingen–Isny                                            |
| 2699   | Herbolzheim (Breisgau)              | 5         |    | RV |   | 2   | Herbolzheim             | Bf  | Mannheim–Basel                                               |
| 2700   | Herbolzheim (Jagst)                 | 6         |    | RV |   | 2   | Neudenau                | Hp  | Stuttgart–Würzburg                                           |
| 2703   | Herbrechtingen                      | 6         |    | RV |   | 2   | Herbrechtingen          | Bf  | Aalen–Ulm                                                    |
| 2717   | Hermaringen                         | 6         |    | RV |   | 2   | Hermaringen             | Bf  | Aalen–Ulm                                                    |
| 2726   | Herrenberg                          | 3         | FV | RV | S | 6   | Herrenberg              | Bf  | Stuttgart–Horb Tübingen–Herrenberg                           |
| ZÖA    | Herrenberg Zwerchweg                | -         |    | RV |   | 1   | Herrenberg              | Hp  | Tübingen–Herrenberg                                          |
| 2728   | Herrlingen                          | 6         |    | RV |   | 3   | Blaustein               | Bf  | Ulm–Sigmaringen                                              |
| 2735   | Herten (Baden)                      | 6         |    | RV |   | 2   | Rheinfelden             | Hp  | Basel–Konstanz                                               |
| 2774   | Himmelreich                         | 5         |    |    | S | 2   | Buchenbach              | Bf  | Freiburg–Donaueschingen                                      |
| 2782   | Hinterzarten                        | 5         |    |    | S | 2   | Hinterzarten            | Bf  | Freiburg–Donaueschingen                                      |
| 2783   | Hirsau                              | 7         |    | RV |   | 1   | Calw                    | Hp  | Pforzheim–Hochdorf (b Horb)                                  |
| 2800   | Hochdorf (b Horb)                   | 6         |    | RV | S | 2   | Eutingen im Gäu         | Bf  | Eutingen–Schiltach Pforzheim–Hochdorf (b Horb)               |
| WFB    | Hochhausen (Tauber)                 | WFB 1     |    | RV |   | 1   | Tauberbischofsheim      | Hp  | Crailsheim–Wertheim                                          |
| 2814   | Hockenheim                          | 4         |    | RV | S | 3   | Hockenheim              | Bf  | Mannheim–Rastatt SFS Mannheim–Stuttgart                      |
| SWEG   | Hof (Münstertal)                    | -         |    |    | S | 1   | Münstertal/Schwarzwald  | Hp  | Bad Krozingen–Münstertal                                     |
| 2821   | Hofen (b Aalen)                     | 6         |    | RV |   | 2   | Aalen                   | Hp  | Stuttgart-Bad Cannstatt–Nördlingen                           |
| 2823   | Hoffenheim                          | 6         |    |    | S | 2   | Sinsheim                | Bf  | Neckargemünd–Bad Friedrichshall                              |
| 2829   | Höfingen                            | 5         |    |    | S | 2   | Leonberg                | Hp  | Stuttgart-Zuffenhausen–Weil der Stadt                        |
| 2906   | Horb                                | 3         | FV | RV |   | 5   | Horb                    | Bf  | Stuttgart–Horb Plochingen–Immendingen                        |
| 2913   | Hornberg (Schwarzw)                 | 5         |    | RV |   | 3   | Hornberg                | Bf  | Offenburg–Singen                                             |
| 2934   | Hubacker                            | 7         |    | RV |   | 1   | Lautenbach              | Hp  | Appenweier–Bad Griesbach                                     |
| ENAG   | Hüffenhardt                         | -         |    | RV |   | 1   | Hüffenhardt             | Bf  | Neckarbischofsheim–Hüffenhardt                               |
| 8059   | Hüfingen Mitte                      | 6         |    | RV | S | 1   | Hüfingen                | Hp  | Freiburg–Donaueschingen Hüfingen Mitte–Bräunlingen           |
| 2942   | Hugstetten                          | 6         |    |    | S | 1   | March                   | Hp  | Freiburg–Breisach                                            |
| 2943   | Hulb                                | 5         |    |    | S | 2   | Böblingen               | Hp  | Stuttgart–Horb                                               |
| AVG    | Hummelberg                          | -         |    |    | S | 1   | Pfinztal                | Hp  | Karlsruhe–Heilbronn                                          |
| 2955   | Huttenheim                          | 6         |    |    | S | 1   | Philippsburg            | Hp  | Bruchsal–Germersheim                                         |

### I
| Bf-Nr. | Station              | PK (2023) | FV | RV | S | Gl. | Gemeinde         | Art | Strecke(n)                              |
| ------ | -------------------- | --------- | -- | -- | - | --- | ---------------- | --- | --------------------------------------- |
| 2960   | Ibach                | 7         |    | RV |   | 1   | Oppenau          | Hp  | Appenweier–Bad Griesbach                |
| WFB    | Igersheim            | WFB 1     |    | RV |   | 1   | Igersheim        | Hp  | Crailsheim–Wertheim                     |
| 2969   | Ihringen             | 6         |    | RV |   | 1   | Ihringen         | Hp  | Freiburg–Colmar                         |
| 2975   | Illingen (Württ)     | 5         |    | RV |   | 2   | Illingen         | Bf  | Bietigheim-Bissingen–Bruchsal           |
| 2982   | Immendingen          | 4         | FV | RV |   | 5   | Immendingen      | Bf  | Offenburg–Singen Plochingen–Immendingen |
| 8033   | Immendingen Mitte    | 7         |    | RV |   | 1   | Immendingen      | Hp  | Plochingen–Immendingen                  |
| 8034   | Immendingen Zimmern  | 7         |    | RV |   | 1   | Immendingen      | Hp  | Offenburg–Singen                        |
| 3013   | Istein               | 6         |    | RV |   | 2   | Efringen-Kirchen | Hp  | Mannheim–Basel                          |
| AVG    | Ittersbach Bahnhof   | -         |    |    | S | 2   | Karlsbad         | Bf  | Busenbach–Itterbach                     |
| AVG    | Ittersbach Industrie | -         |    |    | S | 2   | Karlsbad         | Bf  | Busenbach–Itterbach                     |
| AVG    | Ittersbach Rathaus   | -         |    |    | S | 1   | Karlsbad         | Bf  | Busenbach–Itterbach                     |
| 3015   | Ittlingen            | 6         |    |    | S | 1   | Ittlingen        | Hp  | Steinsfurt–Eppingen                     |
| 8008   | Itzelberg            | 7         |    | RV |   | 1   | Königsbronn      | Hp  | Aalen–Ulm                               |

### J
| Bf-Nr. | Station              | PK (2023) | FV | RV | S | Gl. | Gemeinde               | Art | Strecke(n)                   |
| ------ | -------------------- | --------- | -- | -- | - | --- | ---------------------- | --- | ---------------------------- |
| 3026   | Jagstzell            | 6         |    | RV |   | 2   | Jagstzell              | Bf  | Goldshöfe–Crailsheim         |
| SWEG   | Jechtingen           | -         |    |    | S | 1   | Sasbach am Kaiserstuhl | Bf  | Breisach–Riegel-Malterdingen |
| AVG    | Jöhlingen Bahnhof    | -         |    |    | S | 2   | Jöhlingen              | Hp  | Karlsruhe–Heilbronn          |
| AVG    | Jöhlingen West       | -         |    |    | S | 2   | Jöhlingen              | Hp  | Karlsruhe–Heilbronn          |
| SWEG   | Jungingen (Hohenenz) | -         |    | RV |   |     | Jungingen              | Bf  | Hechingen–Gammertingen       |
| SWEG   | Jungnau              | -         |    | RV |   |     | Jungnau                | Bf  | Engstingen–Sigmaringen       |

### K
| Bf-Nr. | Station                   | PK (2023) | FV | RV | S | Gl. | Gemeinde               | Art | Strecke(n)                                                            |
| ------ | ------------------------- | --------- | -- | -- | - | --- | ---------------------- | --- | --------------------------------------------------------------------- |
| MVV    | Mannheim-Käfertal RNV     | -         |    | RV |   | 4   | Mannheim               | Bf  | Mannheim–Weinheim Mannheim-Käfertal–Heddesheim                        |
| 3105   | Karlsdorf                 | 6         |    |    | S | 2   | Karlsdorf-Neuthard     | Hp  | Bruchsal–Germersheim                                                  |
| 3107   | Karlsruhe Hbf             | 1         | FV | RV | S | 16  | Karlsruhe              | Bf  | Mannheim–Basel Mannheim–Haguenau Karlsruhe–Mühlacker Winden–Karlsruhe |
| 3108   | Karlsruhe West            | 6         |    | RV | S | 2   | Karlsruhe              | Bf  | Winden–Karlsruhe Karlsruhe West–Karlsruhe Gbf                         |
| 3109   | Karlsruhe-Durlach         | 3         | FV | RV | S | 5   | Karlsruhe              | Bf  | Mannheim–Basel Karlsruhe–Mühlacker Karlsruhe-Durlach–Karlsruhe Gbf    |
| 3110   | Karlsruhe-Hagsfeld        | 5         |    | RV | S | 2   | Karlsruhe              | Bf  | Mannheim–Haguenau Karlsruhe-Hagsfeld–Karlsruhe Gbf                    |
| 3111   | Karlsruhe-Knielingen      | 5         |    | RV | S | 2   | Karlsruhe              | Bf  | Winden–Karlsruhe                                                      |
| 3112   | Karlsruhe-Mühlburg        | 6         |    | RV | S | 2   | Karlsruhe              | Hp  | Winden–Karlsruhe                                                      |
| 3148   | Kehl                      | 4         |    | RV |   | 4   | Kehl                   | Bf  | Appenweier–Strasbourg                                                 |
| 3149   | Kehlen                    | 6         |    | RV |   | 2   | Meckenbeuren           | Hp  | Ulm–Friedrichshafen                                                   |
| 3160   | Kenzingen                 | 5         |    | RV |   | 2   | Kenzingen              | Bf  | Mannheim–Basel                                                        |
| 3170   | Kiebingen                 | 6         |    | RV |   | 1   | Rottenburg am Neckar   | Hp  | Plochingen–Immendingen                                                |
| 3183   | Kirchberg (Murr)          | 6         |    |    | S | 2   | Kirchberg an der Murr  | Bf  | Backnang–Ludwigsburg                                                  |
| 3190   | Kirchentellinsfurt        | 5         |    | RV |   | 2   | Kirchentellinsfurt     | Hp  | Plochingen–Immendingen                                                |
| 3193   | Kirchheim (Neckar)        | 5         |    | RV |   | 2   | Kirchheim am Neckar    | Hp  | Würzburg–Stuttgart                                                    |
| 3194   | Kirchheim (Teck)          | 4         |    | RV | S | 2   | Kirchheim an der Teck  | Bf  | Wendlingen–Oberlenningen                                              |
| 3195   | Kirchheim (Teck) Süd      | 6         |    | RV |   | 1   | Kirchheim an der Teck  | Hp  | Wendlingen–Oberlenningen                                              |
| 3196   | Kirchheim (Teck)-Ötlingen | 5         |    |    | S | 2   | Kirchheim an der Teck  | Bf  | Wendlingen–Oberlenningen                                              |
| 3206   | Kirchzarten               | 5         |    |    | S | 2   | Kirchzarten            | Bf  | Freiburg–Donaueschingen                                               |
| 3211   | Kißlegg                   | 5         |    | RV |   | 3   | Kißlegg                | Bf  | Herbertingen–Isny Kißlegg–Hergatz                                     |
| 3252   | Kleinkems                 | 6         |    | RV |   | 2   | Efringen-Kirchen       | Hp  | Mannheim–Basel                                                        |
| WFB    | Kloster Bronnbach         | WFB 1     |    | RV |   | 1   | Wertheim               | Hp  | Crailsheim–Wertheim                                                   |
| 6370   | Knittlingen-Kleinvillars  | 7         |    | RV |   | 2   | Knittlingen            | Hp  | Bietigheim-Bissingen–Bruchsal                                         |
| 3316   | Kollmarsreute             | 6         |    | RV |   | 1   | Emmendingen            | Hp  | Mannheim–Basel                                                        |
| 3317   | Kollnau                   | 6         |    |    | S | 1   | Waldkirch              | Hp  | Denzlingen–Elzach                                                     |
| 3342   | Köndringen                | 6         |    | RV |   | 2   | Teningen               | Hp  | Mannheim–Basel                                                        |
| 3347   | Königsbronn               | 6         |    | RV |   | 2   | Königsbronn            | Bf  | Ulm–Aalen                                                             |
| 3352   | Königshofen (Baden)       | 6         |    | RV |   | 1   | Lauda-Königshofen      | Bf  | Würzburg–Stuttgart Crailsheim–Wertheim                                |
| 3363   | Konstanz                  | 3         | FV | RV | S | 3   | Konstanz               | Bf  | Basel–Konstanz Seelinie                                               |
| 8047   | Konstanz-Fürstenberg      | 6         |    | RV |   | 2   | Konstanz               | Hp  | Basel–Konstanz                                                        |
| 3364   | Konstanz-Petershausen     | 5         |    | RV |   | 2   | Konstanz               | Bf  | Basel–Konstanz                                                        |
| 3365   | Konstanz-Wollmatingen     | 5         |    | RV |   | 2   | Konstanz               | Hp  | Basel–Konstanz                                                        |
| 3374   | Kork                      | 6         |    | RV |   | 2   | Kehl                   | Bf  | Appenweier–Strasbourg                                                 |
| 3377   | Korntal                   | 4         |    | RV | S | 4   | Korntal-Münchingen     | Bf  | Stuttgart-Zuffenhausen–Calw Korntal–Weissach                          |
| 3379   | Kornwestheim Pbf          | 3         |    | RV | S | 7   | Kornwestheim           | Bf  | Würzburg–Stuttgart Stuttgart-Untertürkheim–Kornwestheim               |
| 3412   | Kressbronn                | 5         |    | RV |   | 2   | Kressbronn am Bodensee | Bf  | Friedrichshafen–Lindau                                                |
| 3445   | Kuchen                    | 6         |    | RV |   | 2   | Kuchen                 | Hp  | Stuttgart–Ulm                                                         |
| AVG    | Kuppenheim                | -         |    | RV | S | 2   | Kuppenheim             | Bft | Rastatt–Freudenstadt                                                  |

### L
| Bf-Nr. | Station                           | PK (2023) | FV | RV | S | Gl. | Gemeinde                | Art | Strecke(n)                                   |
| ------ | --------------------------------- | --------- | -- | -- | - | --- | ----------------------- | --- | -------------------------------------------- |
| 3490   | Ladenburg                         | 4         |    | RV | S | 3   | Ladenburg               | Bf  | Frankfurt–Heidelberg                         |
| 3494   | Lahr (Schwarzw)                   | 4         | FV | RV |   | 4   | Lahr/Schwarzwald        | Bf  | Mannheim–Basel                               |
| 3525   | Langenargen                       | 6         |    | RV |   | 2   | Langenargen             | Bf  | Friedrichshafen–Lindau                       |
| 3527   | Langenau (Württ)                  | 5         |    | RV |   | 2   | Langenau                | Bf  | Aalen–Ulm                                    |
| AVG    | Langensteinbach                   | -         |    |    | S | 2   | Karlsbad                | Bf  | Busenbach–Itterbach                          |
| AVG    | Langensteinbach Schießhüttenäcker | -         |    |    | S | 2   | Karlsbad                | Hp  | Busenbach–Itterbach                          |
| AVG    | Langensteinbach St. Barbara       | -         |    |    | S | 2   | Karlsbad                | Hp  | Busenbach–Itterbach                          |
| 3574   | Lauchheim                         | 6         |    | RV |   | 2   | Lauchheim               | Bf  | Stuttgart-Bad Cannstatt–Nördlingen           |
| 3575   | Lauchringen                       | 6         |    | RV |   | 1   | Lauchringen             | Hp  | Basel–Konstanz Lauchringen–Hintschingen      |
| 8048   | Lauchringen West                  | 6         |    | RV |   | 1   | Lauchringen             | Hp  | Basel–Konstanz                               |
| 3576   | Lauda                             | 5         |    | RV |   | 4   | Lauda-Königshofen       | Bf  | Stuttgart–Würzburg Crailsheim–Wertheim       |
| 3578   | Laudenbach (Bergstr)              | 4         |    | RV | S | 2   | Laudenbach              | Bf  | Frankfurt–Heidelberg                         |
| WFB    | Laudenbach (Württ)                | WFB 1     |    | RV |   | 1   | Weikersheim             | Hp  | Crailsheim–Wertheim                          |
| 3589   | Laufenburg (Baden)                | 6         |    | RV |   | 2   | Laufenburg              | Hp  | Basel–Konstanz                               |
| 3590   | Laufenburg (Baden) Ost            | 6         |    | RV |   | 2   | Laufenburg              | Hp  | Basel–Konstanz                               |
| 3591   | Lauffen (Neckar)                  | 4         |    | RV |   | 3   | Lauffen am Neckar       | Bf  | Stuttgart–Würzburg                           |
| 7892   | Laupheim Stadt                    | 6         |    | RV |   | 2   | Laupheim                | Bf  | Laupheim West–Schwendi                       |
| 3593   | Laupheim West                     | 4         |    | RV |   | 4   | Laupheim                | Bf  | Ulm–Friedrichshafen Laupheim West–Schwendi   |
| 3600   | Lautenbach (Baden)                | 7         |    | RV |   | 1   | Lautenbach              | Hp  | Appenweier–Bad Griesbach                     |
| 3613   | Legelshurst                       | 6         |    | RV |   | 2   | Willstätt               | Hp  | Appenweier–Strasbourg                        |
| 3626   | Leinfelden                        | 4         |    |    | S | 2   | Leinfelden-Echterdingen | Hp  | Stuttgart-Rohr–Filderstadt                   |
| 3667   | Leonberg                          | 4         |    |    | S | 3   | Leonberg                | Bf  | Stuttgart-Zuffenhausen–Calw                  |
| 3689   | Leutkirch                         | 5         |    | RV |   | 3   | Leutkirch               | Bf  | Leutkirch–Memmingen Herbertingen–Isny        |
| 3725   | Lindach                           | 6         |    |    | S | 2   | Eberbach                | Hp  | Heidelberg–Bad Friedrichshall                |
| WEG    | Linsenhofen                       | -         |    | RV |   | 1   | Frickenhausen           | Hp  | Nürtingen–Neuffen                            |
| 3756   | Löcherberg                        | 7         |    | RV |   | 1   | Oppenau                 | Hp  | Appenweier–Bad Griesbach                     |
| 3762   | Löffingen                         | 6         |    |    | S | 2   | Löffingen               | Bf  | Freiburg–Donaueschingen                      |
| 3778   | Lonsee                            | 6         |    | RV |   | 2   | Lonsee                  | Hp  | Stuttgart–Ulm                                |
| 3781   | Lorch (Württ)                     | 5         |    | RV |   | 2   | Lorch                   | Bf  | Stuttgart–Aalen                              |
| 8043   | Lörrach Dammstraße                | 7         |    |    | S | 1   | Lörrach                 | Hp  | Weil am Rhein–Lörrach                        |
| 3783   | Lörrach Hbf                       | 4         |    |    | S | 3   | Lörrach                 | Bf  | Basel–Zell (Wiesental)                       |
| 8044   | Lörrach Museum/Burghof            | 5         |    |    | S | 2   | Lörrach                 | Bft | Basel–Zell (Wiesental)                       |
| 8045   | Lörrach Schwarzwaldstraße         | 5         |    |    | S | 2   | Lörrach                 | Bft | Basel–Zell (Wiesental)                       |
| 0896   | Lörrach-Brombach/Hauingen         | 6         |    |    | S | 1   | Lörrach                 | Hp  | Basel–Zell (Wiesental)                       |
| 2441   | Lörrach-Haagen/Messe              | 6         |    |    | S | 2   | Lörrach                 | Bft | Basel–Zell (Wiesental)                       |
| 3784   | Lörrach-Stetten                   | 6         |    |    | S | 1   | Lörrach                 | Bft | Basel–Zell (Wiesental) Weil am Rhein–Lörrach |
| 3790   | Loßburg-Rodt                      | 7         |    | RV |   | 1   | Loßburg                 | Hp  | Eutingen–Schiltach                           |
| 3798   | Löwental                          | 6         |    | RV |   | 2   | Friedrichshafen         | Hp  | Ulm–Friedrichshafen                          |
| 3833   | Ludwigsburg                       | 3         | FV | RV | S | 5   | Ludwigsburg             | Bf  | Stuttgart–Würzburg Backnang–Ludwigsburg      |
| 3836   | Ludwigshafen (Bodensee)           | 6         |    | RV |   | 2   | Bodman-Ludwigshafen     | Bf  | Stahringen–Friedrichshafen                   |
| 3873   | Lützelsachsen                     | 6         |    | RV |   | 2   | Weinheim                | Hp  | Frankfurt–Heidelberg                         |

### M
| Bf-Nr. | Station                               | PK (2023) | FV | RV | S | Gl. | Gemeinde               | Art | Strecke(n) |
| ------ | ------------------------------------- | --------- | -- | -- | - | --- | ---------------------- | --- | --- |
| 8110   | Maichingen                            | 6         |    |    | S | –   | Sindelfingen           | Hp  | Böblingen–Renningen |
| 3916   | Malmsheim                             | 5         |    |    | S | 2   | Renningen              | Hp  | Stuttgart-Zuffenhausen–Calw |
| 3917   | Malsch                                | 6         |    |    | S | 2   | Malsch                 | Hp  | Mannheim–Basel |
| 3918   | Malsch Süd                            | 6         |    |    | S | 2   | Malsch                 | Hp  | Mannheim–Basel |
| 8155   | Mannheim ARENA/Maimarkt               | 4         |    | RV | S | 3   | Mannheim               | Bf  | Mannheim–Basel |
| 3928   | Mannheim-Friedrichsfeld Süd           | 4         |    |    | S | 2   | Mannheim               | Hp  | Mannheim–Basel |
| 3929   | Mannheim Handelshafen/Jungbusch       | 6         |    |    | S | 2   | Mannheim               | Hp  | Mannheim Hbf–Mannheim-Waldhof |
| 3925   | Mannheim Hbf                          | 2         | FV | RV | S | 11  | Mannheim               | Bf  | Mannheim–Basel Mannheim–Rastatt SFS Mannheim–Stuttgart Mannheim–Frankfurt Mannheim Hbf–Mannheim-Waldhof Mainz–Mannheim Böhl-Iggelheim–Mannheim |
| 3930   | Mannheim-Käfertal                     | 6         |    | RV |   | 3   | Mannheim               | Bf  | Mannheim–Frankfurt |
| 3931   | Mannheim-Luzenberg                    | 5         |    | RV | S | 2   | Mannheim               | Bf  | Mannheim Hbf–Mannheim-Waldhof |
| 3932   | Mannheim-Neckarau                     | 4         |    |    | S | 3   | Mannheim               | Bf  | Mannheim–Rastatt |
| 3933   | Mannheim-Neckarstadt                  | 6         |    |    | S | 2   | Mannheim               | Hp  | Mannheim Hbf–Mannheim-Waldhof |
| 3934   | Mannheim-Rheinau                      | 5         |    |    | S | 2   | Mannheim               | Bf  | Mannheim–Rastatt |
| 3935   | Mannheim-Seckenheim                   | 4         |    | RV | S | 2   | Mannheim               | Hp  | Mannheim–Basel |
| 3936   | Mannheim-Waldhof                      | 4         |    | RV | S | 5   | Mannheim               | Bf  | Mannheim–Frankfurt Mannheim Hbf–Mannheim-Waldhof                                                                                               |
| 3941   | Marbach (Neckar)                      | 4         |    |    | S | 3   | Marbach am Neckar      | Bf  | Backnang–Ludwigsburg |
| 7148   | Marbach Ost (Villingen-Schwenningen)  | 7         |    | RV |   | 1   | Villingen-Schwenningen | Hp  | Rottweil–Villingen |
| 7147   | Marbach West (Villingen-Schwenningen) | 7         |    | RV |   | 2   | Villingen-Schwenningen | Hp  | Offenburg–Singen |
| 3955   | Markdorf (Baden)                      | 5         |    | RV |   | 2   | Markdorf               | Bf  | Stahringen–Friedrichshafen |
| 3957   | Markelfingen                          | 6         |    | RV |   | 2   | Radolfzell am Bodensee | Hp  | Basel–Konstanz |
| WFB    | Markelsheim                           | WFB 1     |    | RV |   | 2   | Bad Mergentheim        | Bf  | Crailsheim–Wertheim |
| 3988   | Marstetten-Aitrach                    | 6         |    | RV |   | 1   | Aitrach                | Hp  | Leutkirch–Memmingen |
| 4001   | Maubach                               | 5         |    |    | S | 2   | Backnang               | Hp  | Waiblingen–Schwäbisch Hall-Hessental |
| 4002   | Mauer (b Heidelberg)                  | 6         |    |    | S | 2   | Mauer                  | Hp  | Neckargemünd–Bad Friedrichshall |
| 4003   | Maulbronn West                        | 7         |    | RV |   | 2   | Maulbronn              | Bf  | Bietigheim-Bissingen–Stuttgart Maulbronn West–Maulbronn                                                                                        |
| AVG    | Maulbronn Stadt/Kloster               | -         |    | RV |   | 1   | Maulbronn              | Bf  | Maulbronn West–Maulbronn |
| 4004   | Maulburg                              | 6         |    |    | S | 1   | Maulburg               | Hp  | Basel–Zell (Wiesental) |
| 4015   | Meckenbeuren                          | 4         |    | RV |   | 2   | Meckenbeuren           | Hp  | Ulm–Friedrichshafen |
| 4017   | Meckesheim                            | 4         |    | RV | S | 3   | Meckesheim             | Bf  | Neckargemünd–Bad Friedrichshall Meckesheim–Neckarelz                                                                                           |
| 4055   | Mengen                                | 5         |    | RV |   | 2   | Mengen                 | Bf  | Ulm–Sigmaringen Radolfzell–Mengen |
| 3983   | Merklingen – Schwäbische Alb          | 5         |    | RV |   | 2   | Merklingen             | Bf  | Wendlingen-Ulm |
| 4087   | Metzingen (Württ)                     | 4         |    | RV |   | 3   | Metzingen              | Bf  | Plochingen–Immendingen Metzingen–Bad Urach |
| ENAG   | Metzingen-Neuhausen                   | -         |    | RV |   | 1   | Metzingen              | Hp  | Metzingen–Bad Urach |
| 4143   | Mochenwangen                          | 6         |    | RV |   | 2   | Wolpertswende          | Bf  | Ulm–Friedrichshafen |
| 4145   | Möckmühl                              | 5         |    | RV |   | 3   | Möckmühl               | Bf  | Stuttgart–Würzburg |
| 4150   | Mögglingen (b Gmünd)                  | 6         |    | RV |   | 2   | Mögglingen             | Hp  | Stuttgart–Aalen |
| 8035   | Möhringen Bahnhof                     | 7         |    | RV |   | 1   | Möhringen an der Donau | Hp  | Plochingen–Immendingen |
| 8036   | Möhringen Rathaus                     | 7         |    | RV |   | 1   | Möhringen an der Donau | Hp  | Plochingen–Immendingen |
| 7763   | Monbach-Neuhausen                     | 7         |    | RV |   | 1   | Neuhausen              | Hp  | Pforzheim–Hochdorf (b Horb) |
| 4183   | Mosbach (Baden)                       | 5         |    |    | S | 2   | Mosbach                | Bf  | Neckarelz–Osterburken |
| 8052   | Mosbach West                          | 5         |    |    | S | 2   | Mosbach                | Hp  | Neckarelz–Osterburken |
| 4316   | Mosbach-Neckarelz                     | 3         |    | RV | S | 4   | Mosbach                | Bf  | Heidelberg–Bad Friedrichshall Neckarelz–Osterburken                                                                                            |
| 4189   | Mössingen                             | 5         |    | RV |   | 2   | Mössingen              | Bf  | Tübingen–Sigmaringen |
| 4197   | Mühlacker                             | 3         | FV | RV |   | 6   | Mühlacker              | Bf  | Bietigheim-Bissingen–Stuttgart Karlsruhe–Mühlacker                                                                                             |
| 6237   | Mühlacker Rößlesweg                   | 6         |    | RV |   | 2   | Mühlacker              | Bft | Bietigheim-Bissingen–Stuttgart |
| 4202   | Mühlen (b Horb)                       | 7         |    | RV |   | 1   | Horb                   | Hp  | Plochingen–Immendingen |
| 4206   | Mühlhausen (b Engen)                  | 6         |    | RV |   | 2   | Mühlhausen-Ehingen     | Hp  | Offenburg–Singen |
| 4209   | Mühlheim (b Tuttlingen)               | 7         |    | RV |   | 1   | Mühlheim an der Donau  | Hp  | Tuttlingen–Inzigkofen |
| 4223   | Müllheim im Markgräflerland           | 4         | FV | RV |   | 4   | Müllheim               | Bf  | Mannheim–Basel Müllheim–Mulhouse |
| 4196   | Muggensturm                           | 6         |    |    | S | 2   | Muggensturm            | Bf  | Mannheim–Basel |
| 4197   | Muggensturm Badesee                   | 6         |    |    | S | 2   | Muggensturm            | Hp  | Mannheim–Basel |
| 4275   | Munderkingen                          | 6         |    | RV |   | 2   | Munderkingen           | Bf  | Ulm–Sigmaringen |
| SAB    | Münsingen                             | -         |    | RV |   | 2   | Münsingen              | Bf  | Reutlingen–Schelklingen |
| SWEG   | Münstertal (Schwarzwald)              | -         |    |    | S | 1   | Münstertal/Schwarzwald | Bf  | Bad Krozingen–Münstertal |
| 4282   | Murg (Baden)                          | 6         |    | RV |   | 2   | Murg                   | Hp  | Basel–Konstanz |
| 4287   | Murrhardt                             | 5         |    | RV |   | 3   | Murrhardt              | Bf  | Waiblingen–Schwäbisch Hall-Hessental |

### N
| Bf-Nr. | Station                             | PK (2023) | FV | RV | S | Gl. | Gemeinde            | Art | Strecke(n)                                                    |
| ------ | ----------------------------------- | --------- | -- | -- | - | --- | ------------------- | --- | ------------------------------------------------------------- |
| 4295   | Nagold                              | 6         |    | RV |   | 2   | Nagold              | Bf  | Pforzheim–Hochdorf (b Horb)                                   |
| 8027   | Nagold Stadtmitte                   | 6         |    | RV |   | 1   | Nagold              | Hp  | Pforzheim–Hochdorf (b Horb)                                   |
| 8157   | Nagold-Steinberg                    | 7         |    | RV |   | 1   | Nagold              | Hp  | Pforzheim–Hochdorf (b Horb)                                   |
| 8166   | Neckarbischofsheim Nord             | 7         |    |    | S | 1   | Waibstadt           | Bft | Meckesheim–Neckarelz                                          |
| ENAG   | Neckarbischofsheim Nord             | -         |    | RV |   | 1   | Waibstadt           | Bf  | Neckarbischofsheim–Hüffenhardt                                |
| ENAG   | Neckarbischofsheim Stadt            | -         |    | RV |   | 1   | Waibstadt           | Bf  | Neckarbischofsheim–Hüffenhardt                                |
| 4315   | Neckarburken                        | 6         |    |    | S | 2   | Elztal              | Hp  | Neckarelz–Osterburken                                         |
| 4317   | Neckargemünd                        | 3         |    | RV | S | 4   | Neckargemünd        | Bf  | Heidelberg–Bad Friedrichshall Neckargemünd–Bad Friedrichshall |
| 8053   | Neckargemünd Altstadt               | 5         |    |    | S | 2   | Neckargemünd        | Hp  | Heidelberg–Bad Friedrichshall                                 |
| 4318   | Neckargerach                        | 5         |    |    | S | 2   | Neckargerach        | Hp  | Heidelberg–Bad Friedrichshall                                 |
| 4322   | Neckarsulm                          | 4         |    | RV | S | 5   | Neckarsulm          | Bf  | Stuttgart–Würzburg Neckarsulm Süd–Neckarsulm                  |
| 8271   | Neckarsulm Mitte                    | 6         |    |    | S | 2   | Neckarsulm          | Hp  | Stuttgart–Würzburg                                            |
| 8270   | Neckarsulm Nord                     | 5         |    |    | S | 2   | Neckarsulm          | Hp  | Stuttgart–Würzburg                                            |
| AVG    | Neckarsulm Süd                      | -         |    |    | S | 2   | Neckarsulm          | Bft | Neckarsulm Süd–Neckarsulm                                     |
| 4323   | Neckarzimmern                       | 6         |    |    | S | 2   | Neckarzimmern       | Bf  | Heidelberg–Bad Friedrichshall                                 |
| 4330   | Nehren                              | 6         |    | RV |   | 1   | Nehren              | Hp  | Tübingen–Sigmaringen                                          |
| 8164   | Neidenstein                         | 7         |    |    | S | 1   | Neidenstein         | Hp  | Meckesheim–Neckarelz                                          |
| 4334   | Nellmersbach                        | 5         |    |    | S | 2   | Leutenbach          | Hp  | Waiblingen–Schwäbisch Hall-Hessental                          |
| 4336   | Nendingen (b Tuttlingen)            | 7         |    | RV |   | 1   | Tuttlingen          | Hp  | Tuttlingen–Inzigkofen                                         |
| 4370   | Neudenau                            | 6         |    | RV |   | 2   | Neudenau            | Hp  | Stuttgart–Würzburg                                            |
| 3927   | Neu-Edingen/Mannheim-Friedrichsfeld | 3         |    | RV | S | 5   | Mannheim            | Bf  | Frankfurt–Heidelberg Mannheim-Friedrichsfeld–Schwetzingen     |
| 7156   | Neuenburg (Baden)                   | 6         |    | RV |   | 1   | Neuenburg am Rhein  | Hp  | Müllheim–Mulhouse                                             |
| 4387   | Neuenstein                          | 6         |    | RV |   | 2   | Neuenstein          | Hp  | Crailsheim–Heilbronn                                          |
| WEG    | Neuffen                             | -         |    | RV |   | 2   | Neuffen             | Bf  | Nürtingen–Neuffen                                             |
| 4414   | Neulußheim                          | 5         |    |    | S | 2   | Neulußheim          | Hp  | Mannheim–Rastatt                                              |
| 4451   | Neustadt (Schwarzw)                 | 5         |    |    | S | 3   | Titisee-Neustadt    | Bf  | Freiburg–Donaueschingen                                       |
| 4458   | Neustadt-Hohenacker                 | 5         |    |    | S | 2   | Waiblingen          | Bf  | Waiblingen–Schwäbisch Hall-Hessental                          |
| 4467   | Neuwirtshaus (Porscheplatz)         | 5         |    |    | S | 2   | Stuttgart           | Hp  | Stuttgart-Zuffenhausen–Calw                                   |
| 4483   | Niederbiegen                        | 6         |    | RV |   | 2   | Baienfurt           | Bf  | Ulm–Friedrichshafen                                           |
| WFB    | Niederstetten                       | WFB 1     |    | RV |   | 2   | Niederstetten       | Bf  | Crailsheim–Wertheim                                           |
| 4531   | Niederstotzingen                    | 6         |    | RV |   | 2   | Niederstotzingen    | Bf  | Ulm–Aalen                                                     |
| 4541   | Niederwinden                        | 6         |    |    | S | 1   | Winden im Elztal    | Hp  | Denzlingen–Elzach                                             |
| 4544   | Niefern                             | 5         |    | RV |   | 2   | Niefern-Öschelbronn | Hp  | Karlsruhe–Mühlacker                                           |
| WFB    | Niklashausen                        | WFB 1     |    | RV |   | 1   | Werbach             | Hp  | Crailsheim–Wertheim                                           |
| 4578   | Nordheim (Württ)                    | 6         |    | RV |   | 2   | Nordheim            | Hp  | Stuttgart–Würzburg                                            |
| 4585   | Norsingen                           | 6         |    | RV |   | 2   | Ehrenkirchen        | Hp  | Mannheim–Basel                                                |
| 4612   | Nürtingen                           | 3         | FV | RV |   | 3   | Nürtingen           | Bf  | Plochingen–Immendingen Nürtingen–Neuffen                      |
| WEG    | Nürtingen-Roßdorf                   | -         |    | RV |   | 1   | Nürtingen           | Hp  | Nürtingen–Neuffen                                             |
| WEG    | Nürtingen-Vorstadt                  | -         |    | RV |   | 1   | Nürtingen           | Hp  | Nürtingen–Neuffen                                             |
| 4592   | Nufringen                           | 5         |    |    | S | 2   | Nufringen           | Hp  | Stuttgart–Horb                                                |

### O
| Bf-Nr. | Station                     | PK (2023) | FV | RV | S | Gl. | Gemeinde                | Art | Strecke(n)                                         |
| ------ | --------------------------- | --------- | -- | -- | - | --- | ----------------------- | --- | -------------------------------------------------- |
| 4617   | Oberaichen                  | 5         |    |    | S | 2   | Leinfelden-Echterdingen | Hp  | Stuttgart-Rohr–Filderstadt                         |
| 4626   | Oberboihingen               | 6         |    | RV |   | 2   | Oberboihingen           | Hp  | Plochingen–Immendingen                             |
| AVG    | Oberderdingen-Flehingen     | -         |    |    | S | 1   | Gölshausen              | Hp  | Karlsruhe–Heilbronn                                |
| 4638   | Oberesslingen               | 3         |    |    | S | 4   | Esslingen am Neckar     | Bf  | Stuttgart–Ulm                                      |
| ENAG   | Obergimpern                 | -         |    | RV |   | 1   | Obergimpern             | Hp  | Neckarbischofsheim–Hüffenhardt                     |
| 4654   | Oberkirch                   | 5         |    | RV |   | 3   | Oberkirch               | Bf  | Appenweier–Bad Griesbach                           |
| 4655   | Oberkirch-Koehlersiedlung   | 7         |    | RV |   | 1   | Oberkirch               | Hp  | Appenweier–Bad Griesbach                           |
| 4657   | Oberkochen                  | 6         |    | RV |   | 2   | Oberkochen              | Bf  | Aalen-Ulm                                          |
| 4661   | Oberlenningen               | 6         |    | RV |   | 1   | Lenningen               | Hp  | Wendlingen–Oberlenningen                           |
| 4670   | Oberndorf (Neckar)          | 6         | FV | RV |   | 3   | Oberndorf am Neckar     | Bf  | Plochingen–Immendingen                             |
| SWEG   | Oberkrozingen               | -         |    | RV |   | 1   | Bad Krozingen           | Hp  | Bad Krozingen–Münstertal                           |
| 4687   | Oberschefflenz              | 6         |    | RV | S | 2   | Schefflenz              | Hp  | Neckarelz–Osterburken                              |
| 4712   | Oberwinden                  | 6         |    | RV |   | 1   | Winden im Elztal        | Hp  | Denzlingen–Elzach                                  |
| 4714   | Oberzell                    | 6         |    | RV |   | 2   | Ravensburg              | Hp  | Ulm–Friedrichshafen                                |
| 4740   | Offenau                     | 6         |    |    | S | 2   | Offenau                 | Hp  | Heidelberg–Bad Friedrichshall                      |
| 4745   | Offenburg                   | 2         | FV | RV |   | 7   | Offenburg               | Bf  | Offenburg–Singen Mannheim–Basel                    |
| 8000   | Offenburg Kreisschulzentrum | 6         |    | RV |   | 2   | Offenburg               | Hp  | Offenburg–Singen                                   |
| 4749   | Oftersheim                  | 4         |    | RV |   | 3   | Oftersheim              | Bf  | Mannheim–Karlsruhe Schwetzingen–Hockenheim-Talhaus |
| 8128   | Öhringen-Cappel             | 6         |    |    | S | 1   | Öhringen                | Bft | Crailsheim–Heilbronn                               |
| 4754   | Öhringen Hbf                | 5         |    | RV | S | 3   | Öhringen                | Bf  | Crailsheim–Heilbronn                               |
| 7558   | Öhringen West               | 6         |    |    | S | 2   | Öhringen                | Hp  | Crailsheim–Heilbronn                               |
| 7764   | Ölbronn-Dürrn               | 7         |    |    | S | 2   | Ölbronn-Dürrn           | Hp  | Bietigheim-Bissingen–Bruchsal                      |
| 4771   | Oppenau                     | 6         |    | RV |   | 2   | Oppenau                 | Bf  |                                                    |
| 4773   | Oppenweiler (Württ)         | 6         |    | RV |   | 2   | Oppenweiler             | Bf  |                                                    |
| 4780   | Orschweier                  | 5         |    | RV |   | 2   | Mahlberg                | Bf  | Mannheim–Basel                                     |
| 4790   | Osterburken                 | 4         |    | RV | S | 4   | Osterburken             | Bf  | Stuttgart–Würzburg Neckarelz–Osterburken           |
| 4818   | Ötigheim                    | 5         |    |    | S | 3   | Ötigheim                | Bf  | Mannheim–Rastatt                                   |
| 4819   | Ötisheim                    | 6         |    | RV | S | 2   | Ötisheim                | Hp  |                                                    |
| 4842   | Owen (Teck)                 | 7         |    | RV |   | 1   | Owen                    | Hp  | Wendlingen–Oberlenningen                           |

### P
| Bf-Nr. | Station               | PK (2023) | FV | RV | S | Gl. | Gemeinde     | Art | Strecke(n)                                                            |
| ------ | --------------------- | --------- | -- | -- | - | --- | ------------ | --- | --------------------------------------------------------------------- |
| ZÖA    | Pfäffingen            | -         |    | RV |   | 2   | Ammerbuch    | Bf  | Tübingen-Herrenberg                                                   |
| 4920   | Pflaumloch            | 7         |    | RV |   | 1   | Riesbürg     | Hp  | Stuttgart-Bad Cannstatt–Nördlingen                                    |
| 4922   | Pforzheim Hbf         | 2         | FV | RV | S | 7   | Pforzheim    | Bf  | Karlsruhe–Mühlacker Pforzheim–Hochdorf (b Horb) Pforzheim–Bad Wildbad |
| 7889   | Pforzheim-Weißenstein | 7         |    | RV |   | 2   | Pforzheim    | Bf  | Pforzheim–Hochdorf (b Horb)                                           |
| 4930   | Philippsburg (Baden)  | 5         |    | RV | S | 2   | Philippsburg | Bf  | Bruchsal–Germersheim                                                  |
| 4967   | Plochingen            | 2         | FV | RV | S | 8   | Plochingen   | Bf  | Stuttgart–Ulm Plochingen–Immendingen                                  |
| 4969   | Plüderhausen          | 4         |    | RV |   | 3   | Plüderhausen | Bf  | Stuttgart–Aalen                                                       |

### R
| Bf-Nr. | Station                   | PK (2023) | FV | RV | S | Gl. | Gemeinde                | Art | Strecke(n)                                                                                      |
| ------ | ------------------------- | --------- | -- | -- | - | --- | ----------------------- | --- | ----------------------------------------------------------------------------------------------- |
| 5095   | Radolfzell                | 4         | FV | RV |   | 6   | Radolfzell              | Bf  | Basel–Konstanz Radolfzell–Mengen                                                                |
| 7890   | Radolfzell Haselbrunn     | 6         |    | RV |   | 2   | Radolfzell              | Hp  | Radolfzell–Mengen                                                                               |
| 5111   | Rammingen                 | 7         |    | RV |   | 1   | Rammingen               | Hp  | Aalen–Ulm                                                                                       |
| 5112   | Ramsbach Birkhof          | 7         |    | RV |   | 1   | Oppenau                 | Hp  | Appenweier–Bad Griesbach                                                                        |
| 5113   | Ramsbach Höfle            | 7         |    | RV |   | 1   | Oppenau                 | Hp  | Appenweier–Bad Griesbach                                                                        |
| 5125   | Rastatt                   | 4         | FV | RV | S | 6   | Rastatt                 | Bf  | Mannheim–Basel Rastatt–Freudenstadt Bahnstrecke Mannheim–Rastatt Bahnstrecke Steinbourg–Rastatt |
| 5150   | Ravensburg                | 4         |    | RV |   | 3   | Ravensburg              | Bf  | Ulm–Friedrichshafen                                                                             |
| 5184   | Reichenau (Baden)         | 6         |    | RV |   | 2   | Reichenau               | Hp  | Basel–Konstanz                                                                                  |
| AVG    | Reichenbach (b Ettlingen) | -         |    |    | S | 2   | Waldbronn               | Bf  | Busenbach–Itterbach                                                                             |
| 5185   | Reichenbach (Fils)        | 5         |    | RV |   | 2   | Reichenbach an der Fils | Hp  | Stuttgart–Ulm                                                                                   |
| AVG    | Reichenbach Kurpark       | -         |    |    | S | 1   | Waldbronn               | Hp  | Busenbach–Itterbach                                                                             |
| WFB    | Reicholzheim              | WFB 1     |    | RV |   | 1   | Wertheim                | Hp  | Crailsheim–Wertheim                                                                             |
| 5197   | Reihen                    | 6         |    |    | S | 1   | Sinsheim                | Hp  | Steinsfurt–Eppingen                                                                             |
| 5199   | Reilsheim                 | 6         |    |    | S | 2   | Bammental               | Hp  | Neckargemünd–Bad Friedrichshall                                                                 |
| 5222   | Renchen                   | 6         |    | RV |   | 2   | Renchen                 | Hp  | Mannheim–Basel                                                                                  |
| 5226   | Renningen                 | 4         |    |    | S | 2   | Renningen               | Bf  | Stuttgart-Zuffenhausen–Calw Böblingen–Renningen                                                 |
| 8111   | Renningen Süd             | 6         |    |    | S | 2   | Renningen               | Hp  | Böblingen–Renningen                                                                             |
| 5242   | Reutlingen Hbf            | 3         | FV | RV |   | 3   | Reutlingen              | Bf  | Plochingen–Immendingen                                                                          |
| 5243   | Reutlingen West           | 6         |    | RV |   | 2   | Reutlingen              | Hp  | Plochingen–Immendingen                                                                          |
| 5244   | Reutlingen-Betzingen      | 6         |    | RV |   | 2   | Reutlingen              | Hp  | Plochingen–Immendingen                                                                          |
| 5245   | Reutlingen-Sondelfingen   | 6         |    | RV |   | 2   | Reutlingen              | Hp  | Plochingen–Immendingen                                                                          |
| 5252   | Rheinfelden (Baden)       | 4         |    | RV |   | 3   | Rheinfelden             | Bf  | Basel–Konstanz                                                                                  |
| 5256   | Rheinsheim                | 6         |    |    | S | 1   | Philippsburg            | Hp  | Bruchsal–Germersheim                                                                            |
| 5257   | Rheinweiler               | 6         |    | RV |   | 2   | Bad Bellingen           | Bf  | Mannheim–Basel                                                                                  |
| 5266   | Richen (b Eppingen)       | 6         |    |    | S | 1   | Eppingen                | Hp  | Steinsfurt–Eppingen                                                                             |
| 5271   | Riedlingen                | 6         |    | RV |   | 2   | Riedlingen              | Bf  | Ulm–Sigmaringen                                                                                 |
| 5273   | Riegel-Malterdingen       | 5         |    | RV |   | 3   | Riegel am Kaiserstuhl   | Bf  | Mannheim–Basel Breisach–Riegel-Malterdingen                                                     |
| 8055   | Rietheim (Württ)          | 6         |    | RV |   | 2   | Rietheim-Weilheim       | Bf  | Plochingen–Immendingen                                                                          |
| 5286   | Ringsheim                 | 5         | FV | RV |   | 2   | Ringsheim               | Hp  | Mannheim–Basel                                                                                  |
| AVG    | Rinklingen                | -         |    |    | S | 1   | Bretten                 | Hp  | Karlsruhe–Heilbronn                                                                             |
| WFB    | Rippberg                  | -         |    | RV |   | 1   | Walldürn                | Hp  | Seckach–Miltenberg                                                                              |
| 5325   | Roigheim                  | 6         |    | RV |   | 2   | Roigheim                | Hp  | Stuttgart–Würzburg                                                                              |
| 5333   | Rommelshausen             | 5         |    |    | S | 2   | Kernen im Remstal       | Hp  | Stuttgart–Aalen                                                                                 |
| 7766   | Rosenberg (Baden)         | 6         |    | RV |   | 2   | Rosenberg               | Hp  | Stuttgart–Würzburg                                                                              |
| 5378   | Rötenbach (Baden)         | 7         |    | RV |   | 1   | Friedenweiler           | Hp  | Freiburg–Donaueschingen                                                                         |
| WFB    | Rot am See                | WFB 1     |    | RV |   | 2   | Rot am See              | Bf  | Crailsheim–Wertheim                                                                             |
| 5377   | Rot-Malsch                | 5         |    |    | S | 3   | Malsch                  | Bf  | Mannheim–Basel                                                                                  |
| 5399   | Rottenburg (Neckar)       | 5         |    | RV |   | 2   | Rottenburg am Neckar    | Bf  | Plochingen–Immendingen                                                                          |
| 5405   | Rottweil                  | 3         | FV | RV |   | 5   | Rottweil                | Bf  | Plochingen–Immendingen Rottweil–Villingen                                                       |
| 7150   | Rottweil-Göllsdorf        | 7         |    | RV |   | 1   | Rottweil                | Hp  | Plochingen–Immendingen                                                                          |
| 7152   | Rottweil-Neufra           | 7         |    | RV |   | 1   | Rottweil                | Hp  | Plochingen–Immendingen                                                                          |
| 7151   | Rottweil Saline           | 7         |    | RV |   | 2   | Rottweil                | Bf  | Plochingen–Immendingen Rottweil–Villingen                                                       |
| 5443   | Rutesheim                 | 5         |    |    | S | 2   | Rutesheim               | Hp  | Stuttgart-Zuffenhausen–Calw                                                                     |

### S
| Bf-Nr. | Station                     | PK (2023) | FV | RV | S | Gl. | Gemeinde                   | Art | Strecke(n)                                                               |
| ------ | --------------------------- | --------- | -- | -- | - | --- | -------------------------- | --- | ------------------------------------------------------------------------ |
| 5468   | Sachsenheim                 | 5         |    | RV | S | 2   | Sachsenheim                | Bf  | Bietigheim-Bissingen–Bruchsal                                            |
| 5471   | Salach                      | 6         |    | RV |   | 2   | Salach                     | Hp  | Stuttgart–Ulm                                                            |
| 5472   | Salem                       | 6         |    | RV |   | 2   | Salem                      | Bf  | Stahringen–Friedrichshafen                                               |
| WFB    | Satteldorf                  | WFB 1     |    | RV |   | 1   | Satteldorf                 | Bf  | Crailsheim–Wertheim                                                      |
| 5538   | Schallstadt                 | 5         |    | RV |   | 2   | Schallstadt                | Hp  | Mannheim–Basel                                                           |
| 5556   | Schelklingen                | 6         |    | RV |   | 2   | Schelklingen               | Bf  | Ulm–Sigmaringen Reutlingen–Schelklingen                                  |
| 5557   | Schemmerberg                | 6         |    | RV |   | 2   | Schemmerhofen              | Hp  | Ulm–Friedrichshafen                                                      |
| 5558   | Schenkenzell                | 6         |    | RV |   | 1   | Schenkenzell               | Hp  | Eutingen–Schiltach                                                       |
| 7436   | Scheppach                   | 6         |    |    | S | 2   | Bretzfeld                  | Hp  | Crailsheim–Heilbronn                                                     |
| 5570   | Schiltach                   | 6         |    | RV |   | 2   | Schiltach                  | Bf  | Eutingen–Schiltach Hausach–Schiltach                                     |
| 5571   | Schiltach Mitte             | 7         |    | RV |   | 1   | Schiltach                  | Hp  | Eutingen–Schiltach                                                       |
| 5594   | Schliengen                  | 6         |    | RV |   | 2   | Schliengen                 | Bf  | Mannheim–Basel                                                           |
| 5600   | Schluchsee                  | 6         |    | RV |   | 1   | Schluchsee                 | Hp  | Titisee–Seebrugg                                                         |
| 5608   | Schmiechen                  | 6         |    | RV |   | 1   | Schmiechen                 | Hp  | Ulm–Sigmaringen                                                          |
| 5677   | Schopfheim                  | 4         |    |    | S | 3   | Schopfheim                 | Bf  | Basel–Zell (Wiesental)                                                   |
| 8046   | Schopfheim West             | 6         |    |    | S | 1   | Schopfheim                 | Hp  | Basel–Zell (Wiesental)                                                   |
| 5678   | Schopfloch (b Freudenstadt) | 6         |    | RV | S | 2   | Schopfloch                 | Bf  | Eutingen–Schiltach                                                       |
| 5682   | Schorndorf                  | 3         | FV | RV | S | 6   | Schorndorf                 | Bf  | Stuttgart–Aalen Schorndorf–Welzheim                                      |
| WFB    | Schrozberg                  | WFB 1     |    | RV |   | 2   | Schrozberg                 | Bf  | Crailsheim–Wertheim                                                      |
| 5686   | Schrezheim                  | 7         |    | RV |   | 1   | Ellwangen                  | Hp  | Goldshöfe–Crailsheim                                                     |
| 5699   | Schwäbisch Gmünd            | 4         | FV | RV |   | 3   | Schwäbisch Gmünd           | Bf  | Stuttgart–Aalen                                                          |
| 5700   | Schwäbisch Hall             | 6         |    | RV |   | 1   | Schwäbisch Hall            | Bf  | Crailsheim–Heilbronn                                                     |
| 5701   | Schwäbisch Hall-Hessental   | 4         |    | RV |   | 3   | Schwäbisch Hall            | Bf  | Crailsheim–Heilbronn Waiblingen–Schwäbisch Hall-Hessental                |
| 5703   | Schwabsberg                 | 7         |    | RV |   | 1   | Rainau                     | Hp  | Goldshöfe–Crailsheim                                                     |
| 5707   | Schwaikheim                 | 5         |    |    | S | 2   | Schwaikheim                | Hp  | Waiblingen–Schwäbisch Hall-Hessental                                     |
| 5752   | Schwenningen (Neckar)       | 6         |    | RV |   | 2   | Villingen-Schwenningen     | Bf  | Rottweil–Villingen                                                       |
| 5766   | Schwetzingen                | 4         |    | RV |   | 3   | Schwetzingen               | Bf  | Mannheim–Haguenau Mannheim-Friedrichsfeld–Schwetzingen Heidelberg–Speyer |
| 5770   | Schwörstadt                 | 6         |    | RV |   | 2   | Schwörstadt                | Hp  | Basel–Konstanz                                                           |
| 5774   | Seckach                     | 4         |    | RV | S | 3   | Seckach                    | Bf  | Neckarelz–Osterburken Seckach–Miltenberg                                 |
| 5782   | Seebrugg                    | 6         |    | RV |   | 1   | Schluchsee                 | Bf  | Titisee–Seebrugg                                                         |
| 5826   | Sennfeld                    | 6         |    | RV |   | 2   | Adelsheim                  | Hp  |                                                                          |
| 5830   | Sersheim                    | 5         |    | RV | S | 2   | Sersheim                   | Hp  |                                                                          |
| ENAG   | Siegelsbach                 | -         |    | RV |   | 1   | Siegelsbach                | Bf  | Neckarbischofsheim–Hüffenhardt                                           |
| 5852   | Siglingen                   | 6         |    | RV |   | 2   | Neudenau                   | Hp  |                                                                          |
| 5853   | Sigmaringen                 | 5         |    | RV |   | 5   | Sigmaringen                | Bf  | Ulm–Sigmaringen Tübingen–SigmaringenEngstingen-Sigmaringen               |
| 8007   | Sigmaringendorf             | 7         |    | RV |   | 1   | Sigmaringendorf            | Hp  | Ulm–Sigmaringen                                                          |
| 5863   | Sindelfingen                | 6         |    |    | S | 1   | Sindelfingen               | Hp  |                                                                          |
| 5865   | Singen (Hohentwiel)         | 2         | FV | RV | S | 8   | Singen                     | Bf  | Basel–Konstanz Offenburg–Singen                                          |
| 7974   | Singen Industriegebiet      | 6         |    | RV |   | 2   | Singen                     | Hp  | Basel–Konstanz                                                           |
| 8005   | Singen Landesgartenschau    | 6         |    | RV |   | 2   | Singen                     | Hp  | Offenburg–Singen                                                         |
| 5870   | Sinsheim (Elsenz) Hbf       | 4         |    | RV | S | 3   | Sinsheim                   | Bf  | Neckargemünd–Bad Friedrichshall                                          |
| 7178   | Sinsheim Museum/Arena       | 6         |    |    | S | 2   | Sinsheim                   | Bft | Neckargemünd–Bad Friedrichshall                                          |
| 7162   | Sinzheim                    | 6         |    |    | S | 2   | Sinzheim                   | Hp  |                                                                          |
| 5794   | Sinzheim Nord               | 6         |    |    | S | 2   | Sinzheim                   | Hp  |                                                                          |
| 5873   | Sipplingen                  | 6         |    | RV |   | 1   | Sipplingen                 | Hp  | Stahringen–Friedrichshafen                                               |
| 5906   | Sontheim-Brenz              | 6         |    | RV |   | 2   | Sontheim an der Brenz      | Bf  |                                                                          |
| 5916   | Spaichingen                 | 5         | FV | RV |   | 3   | Spaichingen                | Bf  | Plochingen–Immendingen                                                   |
| 8037   | Spaichingen Mitte           | 7         |    | RV |   | 1   | Spaichingen                | Hp  | Plochingen–Immendingen                                                   |
| AVG    | Spielberg                   | -         |    |    | S | 2   | Karlsbad                   | Bf  | Busenbach–Itterbach                                                      |
| 5938   | St. Georgen (Schwarzw)      | 5         |    | RV |   | 3   | St. Georgen im Schwarzwald | Bf  | Offenburg–Singen                                                         |
| 5941   | St. Ilgen-Sandhausen        | 5         |    | RV | S | 2   | Leimen                     | Hp  | Mannheim–Basel                                                           |
| 5964   | Stahringen                  | 6         |    | RV |   | 2   | Radolfzell am Bodensee     | Bf  | Radolfzell–Mengen Stahringen–Friedrichshafen                             |
| SWEG   | Staufen                     | -         |    | RV |   | 2   | Staufen im Breisgau        | Bf  | Bad Krozingen–Münstertal                                                 |
| SWEG   | Staufen Süd                 | -         |    | RV |   | 1   | Staufen im Breisgau        | Hp  | Bad Krozingen–Münstertal                                                 |
| 5982   | Steinach (Baden)            | 6         |    | RV |   | 2   | Steinach                   | Hp  | Offenburg–Singen                                                         |
| 5993   | Steinen                     | 5         |    |    | S | 2   | Steinen                    | Bf  |                                                                          |
| 6005   | Steinsfurt                  | 6         |    | RV | S | 2   | Sinsheim                   | Bf  | Neckargemünd–Bad Friedrichshall Steinsfurt–Eppingen                      |
| 6023   | Stetten (Donau)             | 7         |    | RV |   | 1   | Stetten an der Donau       | Hp  | Tuttlingen–Inzigkofen                                                    |
| 6026   | Stetten-Beinstein           | 5         |    |    | S | 2   | Kernen im Remstal          | Hp  |                                                                          |
| 6045   | Storzingen                  | 6         |    | RV |   | 2   | Stetten am kalten Markt    | Bf  | Tübingen–Sigmaringen                                                     |
| 6053   | Straßberg-Winterlingen      | 7         |    | RV |   | 1   | Straßberg Winterlingen     | Hp  | Tübingen–Sigmaringen                                                     |
| 6070   | Stuttgart Ebitzweg          | 7         |    | RV |   | 1   | Stuttgart                  | Hp  |                                                                          |
| 6079   | Stuttgart Feuersee          | 3         |    |    | S | 2   | Stuttgart                  | Hp  |                                                                          |
| 1824   | Stuttgart Flughafen/Messe   | 4         |    |    | S | 2   | Leinfelden-Echterdingen    | Bf  |                                                                          |
| 6071   | Stuttgart Hbf               | 1         | FV | RV | S | 19  | Stuttgart                  | Bf  |                                                                          |
| 6072   | Stuttgart Neckarpark        | 4         |    |    | S | 3   | Stuttgart                  | Bf  |                                                                          |
| 6073   | Stuttgart Nord              | 5         |    |    | S | 2   | Stuttgart                  | Hp  |                                                                          |
| 6074   | Stuttgart Nürnberger Straße | 5         |    |    | S | 2   | Stuttgart                  | Hp  |                                                                          |
| 6075   | Stuttgart Österfeld         | 4         |    |    | S | 2   | Stuttgart                  | Hp  |                                                                          |
| 6083   | Stuttgart Schwabstraße      | 3         |    |    | S | 2   | Stuttgart                  | Bf  |                                                                          |
| 6085   | Stuttgart Stadtmitte        | 3         |    |    | S | 2   | Stuttgart                  | Hp  |                                                                          |
| 6076   | Stuttgart Universität       | 4         |    |    | S | 2   | Stuttgart                  | Hp  |                                                                          |
| 6077   | Stuttgart-Bad Cannstatt     | 3         |    | RV | S | 8   | Stuttgart                  | Bf  |                                                                          |
| 6078   | Stuttgart-Feuerbach         | 4         |    |    | S | 5   | Stuttgart                  | Bf  |                                                                          |
| 6080   | Stuttgart-Münster           | 7         |    | RV |   | 1   | Stuttgart                  | Hp  |                                                                          |
| 6081   | Stuttgart-Obertürkheim      | 4         |    |    | S | 3   | Stuttgart                  | Bf  |                                                                          |
| 6082   | Stuttgart-Rohr              | 4         |    |    | S | 2   | Stuttgart                  | Bft |                                                                          |
| 6084   | Stuttgart-Sommerrain        | 5         |    |    | S | 2   | Stuttgart                  | Hp  |                                                                          |
| 6086   | Stuttgart-Untertürkheim Pbf | 3         |    | RV | S | 5   | Stuttgart                  | Bf  |                                                                          |
| 6087   | Stuttgart-Vaihingen         | 3         |    |    | S | 3   | Stuttgart                  | Bf  |                                                                          |
| 6088   | Stuttgart-Weilimdorf        | 5         |    |    | S | 2   | Stuttgart                  | Hp  |                                                                          |
| 6089   | Stuttgart-Zazenhausen       | 7         |    | RV |   | 2   | Stuttgart                  | Bft |                                                                          |
| 6090   | Stuttgart-Zuffenhausen      | 3         |    |    | S | 7   | Stuttgart                  | Bf  | Stuttgart–Würzburg Stuttgart-Zuffenhausen–Calw SFS Mannheim–Stuttgart    |
| AVG    | Sulzfeld                    | -         |    |    | S | 2   | Sulzfeld                   | Bf  | Karlsruhe–Heilbronn                                                      |
| 6108   | Sülzbach                    | 6         |    |    | S | 2   | Obersulm                   | Hp  |                                                                          |
| 7459   | Sülzbach Schule             | 6         |    |    | S | 2   | Obersulm                   | Hp  |                                                                          |
| 6127   | Süßen                       | 4         |    | RV |   | 3   | Süßen                      | Bf  | Stuttgart–Ulm                                                            |
| 6107   | Sulz (Neckar)               | 5         | FV | RV |   | 2   | Sulz am Neckar             | Bf  | Plochingen–Immendingen                                                   |
| 6111   | Sulzbach (Murr)             | 5         |    | RV |   | 2   | Sulzbach an der Murr       | Bf  |                                                                          |

### T
| Bf-Nr. | Station                      | PK (2023) | FV | RV | S | Gl. | Gemeinde               | Art | Strecke(n)                                                        |
| ------ | ---------------------------- | --------- | -- | -- | - | --- | ---------------------- | --- | ----------------------------------------------------------------- |
| 6137   | Tamm (Württ)                 | 4         |    |    | S | 2   | Tamm                   | Bf  | Stuttgart–Würzburg                                                |
| 6144   | Tannheim (Württ)             | 7         |    | RV |   | 1   | Tannheim               | Hp  | Leutkirch–Memmingen                                               |
| WFB    | Tauberbischofsheim           | WFB 1     |    | RV |   | 2   | Tauberbischofsheim     | Bf  | Crailsheim–Wertheim                                               |
| 6170   | Teningen-Mundingen           | 6         |    | RV |   | 2   | Teningen               | Hp  | Mannheim–Basel                                                    |
| 6216   | Tiengen (Hochrhein)          | 5         |    | RV |   | 1   | Waldshut-Tiengen       | Hp  | Basel–Konstanz                                                    |
| 6220   | Titisee                      | 5         |    | RV |   | 4   | Titisee-Neustadt       | Bf  | Freiburg–Donaueschingen Titisee–Seebrugg                          |
| 6258   | Triberg                      | 5         | FV | RV |   | 3   | Triberg im Schwarzwald | Bf  | Offenburg–Singen                                                  |
| 6271   | Trochtelfingen (b Bopfingen) | 7         |    | RV |   | 1   | Trochtelfingen         | Hp  | Stuttgart-Bad Cannstatt–Nördlingen                                |
| 6276   | Trossingen Bahnhof           | 6         |    | RV |   | 3   | Trossingen             | Bf  | Rottweil–Villingen Trossingen Bahnhof–Trossingen Stadt            |
| SWTro  | Trossingen Stadt             | -         |    | RV |   | 1   | Trossingen             | Bf  | Trossingen Bahnhof–Trossingen Stadt                               |
| 6279   | Tübingen Hbf                 | 2         | FV | RV |   | 10  | Tübingen               | Bf  | Plochingen–Immendingen Tübingen–Sigmaringen Tübingen–Herrenberg   |
| 6281   | Tübingen-Derendingen         | 6         |    | RV |   | 1   | Tübingen               | Hp  | Tübingen–Sigmaringen                                              |
| 6282   | Tübingen-Lustnau             | 6         |    | RV |   | 2   | Tübingen               | Hp  | Plochingen–Immendingen                                            |
| 5916   | Tübingen West                | -         |    | RV |   | 2   | Tübingen               | Bf  | Tübingen–Herrenberg                                               |
| 6292   | Tuttlingen                   | 3         | FV | RV |   | 5   | Tuttlingen             | Bf  | Plochingen–Immendingen Tuttlingen–Inzigkofen Tuttlingen–Hattingen |
| 8039   | Tuttlingen Gänsäcker         | 7         |    | RV |   | 1   | Tuttlingen             | Hp  | Plochingen–Immendingen                                            |
| 7993   | Tuttlingen Nord              | 7         |    | RV |   | 1   | Tuttlingen             | Hp  | Tuttlingen–Inzigkofen                                             |
| 8038   | Tuttlingen Schulen           | 7         |    | RV |   | 1   | Tuttlingen             | Hp  | Plochingen–Immendingen                                            |
| 6293   | Tuttlingen Zentrum           | 7         |    | RV |   | 1   | Tuttlingen             | Hp  | Tuttlingen–Inzigkofen                                             |

### U
| Bf-Nr. | Station                 | PK (2023) | FV | RV | S | Gl. | Gemeinde            | Art | Strecke(n)                                                               |
| ------ | ----------------------- | --------- | -- | -- | - | --- | ------------------- | --- | ------------------------------------------------------------------------ |
| 6302   | Ubstadt-Weiher          | 6         |    |    | S | 2   | Ubstadt-Weiher      | Hp  | Mannheim–Basel                                                           |
| 8002   | Überlingen              | 6         |    | RV |   | 1   | Überlingen          | Hp  | Stahringen–Friedrichshafen                                               |
| 4915   | Überlingen-Nußdorf      | 6         |    | RV |   | 1   | Überlingen          | Hp  | Stahringen–Friedrichshafen                                               |
| 6299   | Überlingen Therme       | 6         |    | RV |   | 3   | Überlingen          | Bf  | Stahringen–Friedrichshafen                                               |
| 6314   | Uhingen                 | 5         |    | RV |   | 1   | Uhingen             | Hp  | Stuttgart–Ulm                                                            |
| 6315   | Uhldingen-Mühlhofen     | 6         |    | RV |   | 2   | Uhldingen-Mühlhofen | Bf  | Stahringen–Friedrichshafen                                               |
| 6323   | Ulm Hbf                 | 2         | FV | RV |   | 12  | Ulm                 | Bf  | Stuttgart–Ulm Augsburg–Ulm Ulm–Friedrichshafen Ulm–Sigmaringen Aalen–Ulm |
| 6324   | Ulm Ost                 | 6         |    | RV |   | 1   | Ulm                 | Hp  | Aalen–Ulm                                                                |
| 5734   | Ulm-Donautal            | 6         |    | RV |   | 2   | Ulm                 | Hp  | Ulm–Friedrichshafen                                                      |
| 6325   | Ulm-Söflingen           | 6         |    | RV |   | 2   | Ulm                 | Bf  | Ulm–Sigmaringen                                                          |
| 6329   | Unadingen               | 7         |    | RV |   | 1   | Löffingen           | Hp  | Freiburg–Donaueschingen                                                  |
| ENAG   | Untergimpern            | -         |    | RV |   | 1   | Untergimpern        | Bf  | Neckarbischofsheim–Hüffenhardt                                           |
| 6348   | Untergriesheim          | 6         |    | RV |   | 2   | Bad Friedrichshall  | Hp  | Würzburg–Stuttgart                                                       |
| ZÖA    | Unterjesingen Mitte     | -         |    | RV |   | 1   | Tübingen            | Hp  | Tübingen-Herrenberg                                                      |
| ZÖA    | Unterjesingen Sandäcker | -         |    | RV |   | 1   | Tübingen            | Hp  | Tübingen-Herrenberg                                                      |
| 6354   | Unterkochen             | 7         |    | RV |   | 1   | Aalen               | Hp  | Aalen–Ulm                                                                |
| 6357   | Unterlenningen          | 7         |    | RV |   | 1   | Lenningen           | Hp  | Wendlingen–Oberlenningen                                                 |
| 6362   | Unterreichenbach        | 6         |    | RV |   | 2   | Unterreichenbach    | Bf  | Pforzheim–Hochdorf (b Horb)                                              |
| 6371   | Urbach (b Schorndorf)   | 5         |    | RV |   | 2   | Urbach              | Hp  | Stuttgart–Aalen                                                          |
| 6376   | Urspring                | 6         |    | RV |   | 2   | Lonsee              | Hp  | Stuttgart–Ulm                                                            |

### V
| Bf-Nr. | Station                            | PK (2023) | FV | RV | S | Gl. | Gemeinde               | Art | Strecke(n)                                           |
| ------ | ---------------------------------- | --------- | -- | -- | - | --- | ---------------------- | --- | ---------------------------------------------------- |
| 6390   | Vaihingen (Enz)                    | 4         | FV | RV |   | 4   | Vaihingen an der Enz   | Bf  | Bietigheim-Bissingen–Bruchsal SFS Mannheim–Stuttgart |
| 6418   | Villingen (Schwarzw)               | 4         | FV | RV | S | 5   | Villingen-Schwenningen | Bf  | Offenburg–Singen Rottweil–Villingen                  |
| 7153   | Villingen-Schwenningen Eisstadion  | 7         |    | RV |   | 1   | Villingen-Schwenningen | Hp  | Rottweil–Villingen                                   |
| 7154   | Villingen-Schwenningen Hammerstatt | 7         |    | RV |   | 1   | Villingen-Schwenningen | Hp  | Rottweil–Villingen                                   |

### W
| Bf-Nr. | Station                          | PK (2023) | FV | RV | S | Gl. | Gemeinde             | Art | Strecke(n)                                                 |
| ------ | -------------------------------- | --------- | -- | -- | - | --- | -------------------- | --- | ---------------------------------------------------------- |
| 8003   | Wackershofen Freilandmuseum      | 6         |    | RV |   | 2   | Schwäbisch Hall      | Hp  | Crailsheim–Heilbronn                                       |
| 6464   | Waghäusel                        | 4         |    | RV |   | 3   | Waghäusel            | Bf  | Mannheim–Rastatt                                           |
| 6471   | Waiblingen                       | 3         |    | RV | S | 5   | Waiblingen           | Bf  | Stuttgart–Aalen Waiblingen–Schwäbisch Hall-Hessental       |
| 8165   | Waibstadt                        | 6         |    | RV |   | 2   | Waibstadt            | Bf  | Meckesheim–Aglasterhausen                                  |
| 6482   | Waldenburg (Württ)               | 6         |    |    | S | 2   | Waldenburg           | Bf  | Crailsheim–Heilbronn                                       |
| 6485   | Waldhausen (b Schorndorf)        | 5         |    | RV |   | 2   | Lorch                | Hp  | Stuttgart–Aalen                                            |
| 6487   | Waldkirch                        | 5         |    | RV |   | 2   | Waldkirch            | Bf  | Denzlingen–Elzach                                          |
| 6494   | Waldshut                         | 4         |    | RV | S | 4   | Waldshut             | Bf  | Basel–Singen Koblenz–Waldshut                              |
| 6498   | Walheim (Württ)                  | 6         |    | RV |   | 2   | Walheim              | Bf  | Stuttgart–Würzburg                                         |
| WFB    | Walldürn                         | WFB 1     |    | RV |   | 3   | Walldürn             | Bf  | Seckach–Miltenberg                                         |
| WFB    | Wallhausen (Württ)               | WFB 1     |    | RV |   | 1   | Wallhausen           | Hp  | Crailsheim–Wertheim                                        |
| MVV    | Wallstadt Bahnhof                | -         |    | RV |   | 2   | Wallstadt            | Bf  | Mannheim-Käfertal–Heddesheim                               |
| MVV    | Wallstadt Ost                    | -         |    | RV |   | 2   | Wallstadt            | Bf  | Mannheim-Käfertal–Heddesheim                               |
| MVV    | Wallstadt West                   | -         |    | RV |   | 2   | Wallstadt            | Bf  | Mannheim-Käfertal–Heddesheim                               |
| 6531   | Wangen (Allgäu)                  | 5         |    | RV |   | 2   | Wangen im Allgäu     | Bf  | Kißlegg–Hergatz                                            |
| 6534   | Wannweil                         | 5         |    | RV |   | 2   | Wannweil             | Hp  | Plochingen–Immendingen                                     |
| 8006   | Warthausen                       | 6         |    | RV |   | 2   | Warthausen           | Hp  | Ulm–Friedrichshafen                                        |
| 6555   | Wasenweiler                      | 6         |    | RV |   | 1   | Ihringen             | Hp  | Freiburg–Colmar                                            |
| 6556   | Wasseralfingen                   | 6         |    | RV |   | 2   | Aalen                | Hp  | Stuttgart-Bad Cannstatt–Nördlingen                         |
| 6588   | Wehr-Brennet                     | 6         |    | RV |   | 2   | Wehr                 | Hp  | Basel–Konstanz                                             |
| WFB    | Weikersheim                      | WFB 1     |    | RV |   | 2   | Weikersheim          | Bf  | Crailsheim–Wertheim                                        |
| 6606   | Weil am Rhein                    | 4         |    | RV | S | 8   | Weil am Rhein        | Bf  | Mannheim–Basel Weil am Rhein–Lörrach                       |
| 6607   | Weil am Rhein Ost                | 7         |    |    | S | 1   | Weil am Rhein        | Hp  | Weil am Rhein–Lörrach                                      |
| 7988   | Weil am Rhein Gartenstadt        | 7         |    |    | S | 1   | Weil am Rhein        | Hp  | Weil am Rhein–Lörrach                                      |
| 7987   | Weil am Rhein Pfädlistraße       | 7         |    |    | S | 1   | Weil am Rhein        | Hp  | Weil am Rhein–Lörrach                                      |
| 6608   | Weil der Stadt                   | 4         |    |    | S | 2   | Weil der Stadt       | Bf  | Stuttgart–Calw                                             |
| 6613   | Weiler (Rems)                    | 5         |    | RV |   | 2   | Schorndorf           | Hp  | Stuttgart–Aalen                                            |
| 8040   | Weilheim (Württ)                 | 7         |    | RV |   | 1   | Weilheim an der Teck | Hp  | Plochingen–Immendingen                                     |
| 7977   | Weingarten Berg                  | 6         |    | RV |   | 2   | Weingarten           | Hp  | Ulm–Friedrichshafen                                        |
| 6622   | Weinheim (Bergstr)               | 3         | FV | RV |   | 6   | Weinheim             | Bf  | Frankfurt–Heidelberg Weinheim–Fürth (Odenw) Weinheim–Worms |
| 6623   | Weinsberg                        | 6         |    | RV | S | 2   | Weinsberg            | Bf  | Crailsheim–Heilbronn                                       |
| 7638   | Weinsberg West                   | 6         |    |    | S | 2   | Weinsberg            | Hp  | Crailsheim–Heilbronn                                       |
| 7713   | Weinsberg/Ellhofen Gewerbegebiet | 6         |    |    | S | 2   | Weinsberg            | Hp  | Crailsheim–Heilbronn                                       |
| 6631   | Weißenau                         | 6         |    | RV |   | 2   | Ravensburg           | Hp  | Ulm–Friedrichshafen                                        |
| 6661   | Welschingen-Neuhausen            | 6         |    | RV |   | 2   | Engen                | Bf  | Offenburg–Singen                                           |
| 6671   | Wendlingen (Neckar)              | 3         |    | RV | S | 5   | Wendlingen am Neckar | Bf  | Plochingen–Immendingen Wendlingen–Oberlenningen            |
| 6687   | Wernau (Neckar)                  | 4         |    | RV | S | 2   | Wernau               | Hp  | Plochingen–Immendingen                                     |
| WFB    | Wertheim                         | WFB 1     |    | RV |   | 3   | Wertheim             | Bf  | Miltenberg West–Wertheim Crailsheim–Wertheim               |
| WFB    | Wertheim-Bestenheid              | WFB 1     |    | RV |   | 1   | Wertheim             | Hp  | Miltenberg West–Wertheim                                   |
| 6716   | Westerstetten                    | 6         |    | RV |   | 2   | Westerstetten        | Bf  | Stuttgart–Ulm                                              |
| 6718   | Westhausen                       | 7         |    | RV |   | 1   | Westhausen           | Hp  | Stuttgart-Bad Cannstatt–Nördlingen                         |
| 6756   | Wiesental                        | 5         |    | RV |   | 2   | Waghäusel            | Hp  | Mannheim–Rastatt                                           |
| 7481   | Wieslensdorf                     | 7         |    | RV |   | 2   | Obersulm             | Hp  | Crailsheim–Heilbronn                                       |
| 6759   | Wiesloch-Walldorf                | 3         | FV | RV | S | 3   | Wiesloch             | Bf  | Mannheim–Basel                                             |
| 6765   | Wildberg (Württ)                 | 6         |    | RV |   | 2   | Wildberg             | Bf  | Pforzheim–Hochdorf (b Horb)                                |
| 6769   | Wilferdingen-Singen              | 5         |    | RV | S | 3   | Remchingen           | Bf  | Karlsruhe–Mühlacker                                        |
| 6782   | Willsbach                        | 6         |    |    | S | 2   | Obersulm             | Hp  | Crailsheim–Heilbronn                                       |
| 6801   | Winnenden                        | 3         |    | RV | S | 3   | Winnenden            | Bf  | Waiblingen–Schwäbisch Hall-Hessental                       |
| 6806   | Winterbach (b Schorndorf)        | 5         |    |    | S | 2   | Winterbach           | Hp  | Stuttgart–Aalen                                            |
| 6832   | Wittighausen                     | 6         |    | RV |   | 2   | Wittighausen         | Hp  | Stuttgart–Würzburg                                         |
| 6847   | Wolfach                          | 6         |    | RV |   | 1   | Wolfach              | Hp  | Hausach–Schiltach                                          |
| 6848   | Wolfegg                          | 7         |    | RV |   | 1   | Wolfegg              | Hp  | Herbertingen–Isny                                          |
| AVG    | Wössingen                        | -         |    |    | S | 2   | Walzbachtal          | Bf  | Karlsruhe–Heilbronn                                        |
| AVG    | Wössingen Ost                    | -         |    |    | S | 2   | Walzbachtal          | Hp  | Karlsruhe–Heilbronn                                        |
| 8041   | Wurmlingen Mitte                 | 7         |    | RV |   | 1   | Wurmlingen           | Hp  | Plochingen–Immendingen                                     |
| 8042   | Wurmlingen Nord                  | 7         |    | RV |   | 1   | Wurmlingen           | Hp  | Plochingen–Immendingen                                     |
| 6965   | Wyhlen                           | 6         |    | RV |   | 2   | Grenzach-Wyhlen      | Hp  | Basel–Konstanz                                             |

### Z
| Bf-Nr. | Station                           | PK (2023) | FV | RV | S | Gl. | Gemeinde               | Art | Strecke(n)                      |
| ------ | --------------------------------- | --------- | -- | -- | - | --- | ---------------------- | --- | ------------------------------- |
| AVG    | Zaisenhausen                      | -         |    |    | S | 2   | Zaisenhausen           | Bf  | Karlsruhe–Heilbronn             |
| 6988   | Zell (Wiesental)                  | 6         |    |    | S | 1   | Zell im Wiesental      | Hp  | Basel–Zell (Wiesental)          |
| 7024   | Zimmern                           | 6         |    | RV |   | 2   | Grünsfeld              | Hp  | Stuttgart–Würzburg              |
| 7025   | Zimmern bei Seckach               | 6         |    |    | S | 2   | Seckach                | Hp  | Neckarelz–Osterburken           |
| 7155   | Zollhaus (Villingen-Schwenningen) | 7         |    | RV |   | 1   | Villingen-Schwenningen | Hp  | Rottweil–Villingen              |
| 7064   | Züttlingen                        | 6         |    | RV |   | 1   | Möckmühl               | Hp  | Stuttgart–Würzburg              |
| 7062   | Zusenhofen                        | 6         |    | RV |   | 1   | Oberkirch              | Hp  | Appenweier–Bad Griesbach        |
| 7065   | Zuzenhausen                       | 6         |    |    | S | 1   | Zuzenhausen            | Hp  | Neckargemünd–Bad Friedrichshall |
| 7074   | Zwingenberg (Baden)               | 6         |    | RV |   | 2   | Zwingenberg            | Bf  | Heidelberg–Bad Friedrichshall   |